# Agriculture en Israël
 (juillet 2011).
Si vous disposez d'ouvrages ou d'articles de référence ou si vous connaissez des sites web de qualité traitant du thème abordé ici, merci de compléter l'article en donnant les références utiles à sa vérifiabilité et en les liant à la section « Notes et références ».

Logo israélien.

Le secteur de l’agriculture en Israël représente 2,5 % du PIB et 3,6 % des exportations, avec une population agricole ne représentant que 3,7 % de la population active.
Israël est un important exportateur de produits frais et un leader des technologies agricoles, et ce malgré l'aridité d'un climat peu propice à l'agriculture. Plus de la moitié du pays est désertique, le climat et le manque d'eau étant préoccupants dans toute la région. À ces difficultés, s'ajoute les conflits avec ses voisins. Dans ce contexte, l'autosuffisance alimentaire est un impératif.
Israël est auto-suffisant à 95 % pour ses propres besoins alimentaires, qui sont complétés par des importations de céréales, d'oléagineux, de viandes, de café, de cacao et de sucre. L'agriculture israélienne est caractérisée par la présence de deux types de communautés agricoles, le kibboutz et le moshav.
Les succès de la recherche et de l'innovation israéliennes en agroalimentaire sont exportés dans le monde.

## Histoire

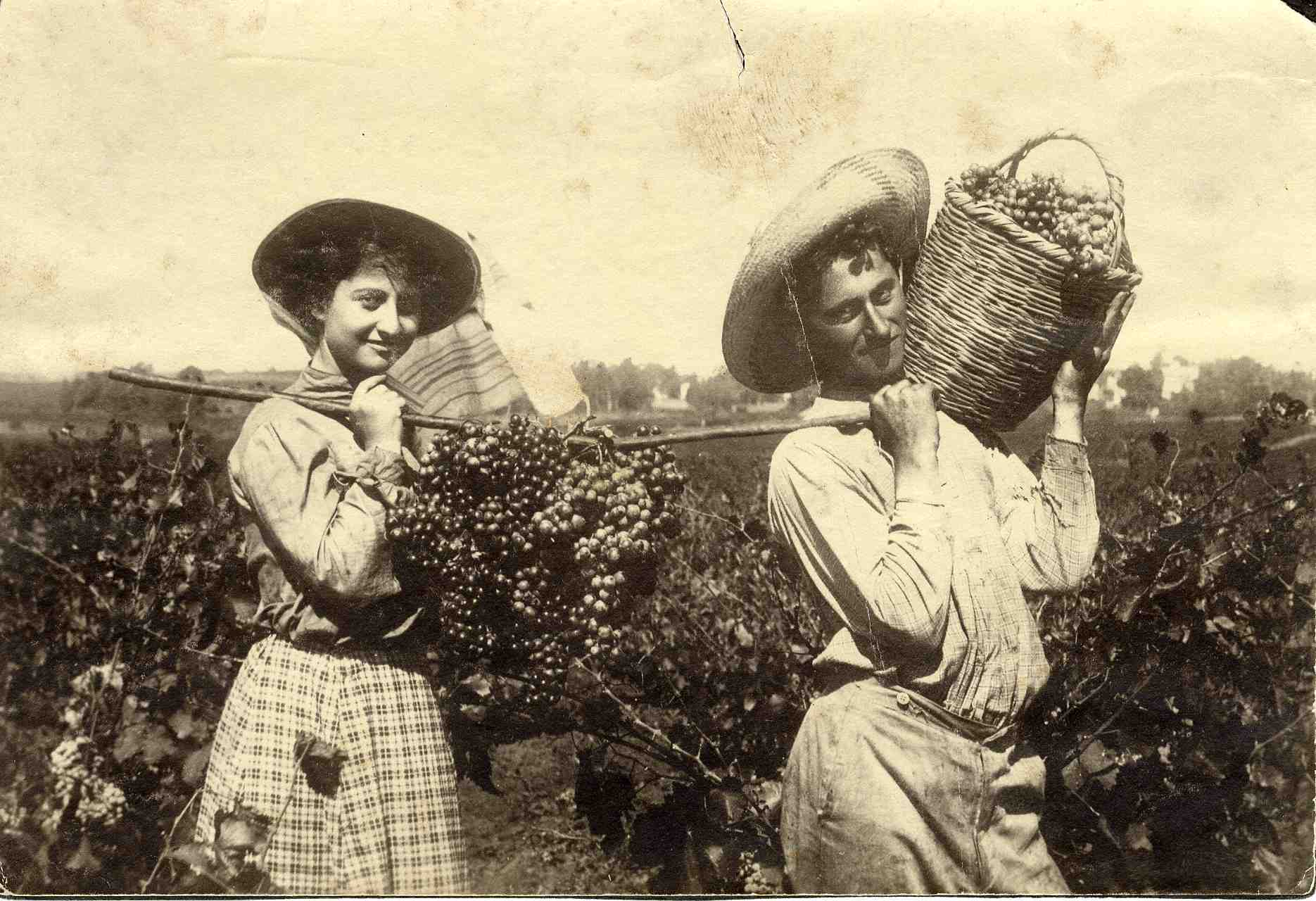
Vendanges à RIshon LeZion (vers 1920-1925)

Alors que les sociétés chrétiennes et musulmanes interdisaient généralement aux Juifs de la diaspora de posséder la terre et de pratiquer l’agriculture, contribuant ainsi à les mettre à l'index et à les appauvrir, le sionisme (d'idéologie socialiste ou marxiste) les a aidés « à revenir à la « normale » en idéalisant l’exploitation agricole et l’agriculture, pour nourrir et renforcer le corps juif nouvellement indépendant ». D'une terre décrite comme désolée, dévastée, inculte ou inhospitalière par la relation qu'en font de célèbres voyageurs du XIXe siècle tels que Chateaubriand, Péguy ou Mark Twain, le défi des idéologues est mû par la survie d’Israël et la reconquête de la dignité des travailleurs juifs.
L'agriculture israélienne s'est développée au XIXe siècle, à partir de la colonisation agricole juive, par achat de terrains, souvent semi-arides et par leur exploitation par des émigrants sionistes qui généralement, n'en avaient aucune connaissance. Ainsi depuis 1948, grâce à la mise en valeur de ces terres difficiles (au Nord les marais infestés de malaria, au Sud, le désert de caillasses) par assainissement, drainage, reboisement, terrassement…, la superficie totale cultivée a augmenté, passant de 165 000  à   435 000 ha, tandis que le nombre de communautés agricoles (les kibboutz et moshav) est passé de 400 à 725. La production agricole a été multipliée par 16, trois fois plus que la croissance démographique.

Les champs d'Israël ne sont pas cultivés durant la shmita correspondant à une année sabbatique définie par la Torah pour l’agriculture et se produisant tous les sept ans, durant laquelle les agriculteurs juifs doivent observer une année de jachère.

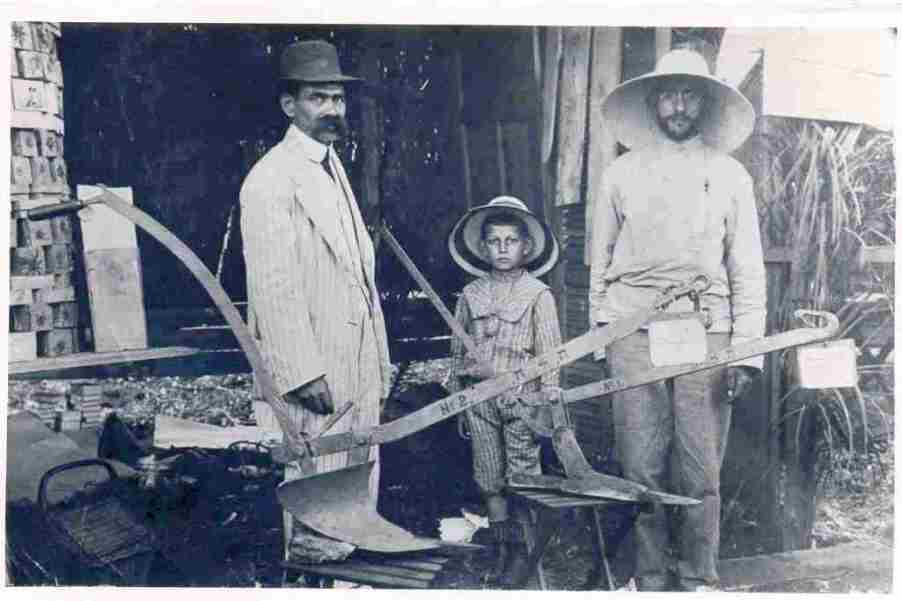
Haïm Levuckin de Hadera à l'exposition agricole de Rehovot (1911)
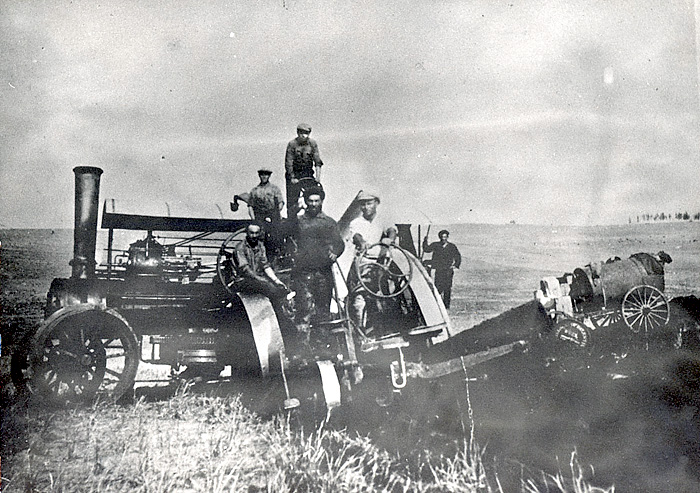
Premier labour par les émigrants britanniques sur les terres de Tel Mond (1929)
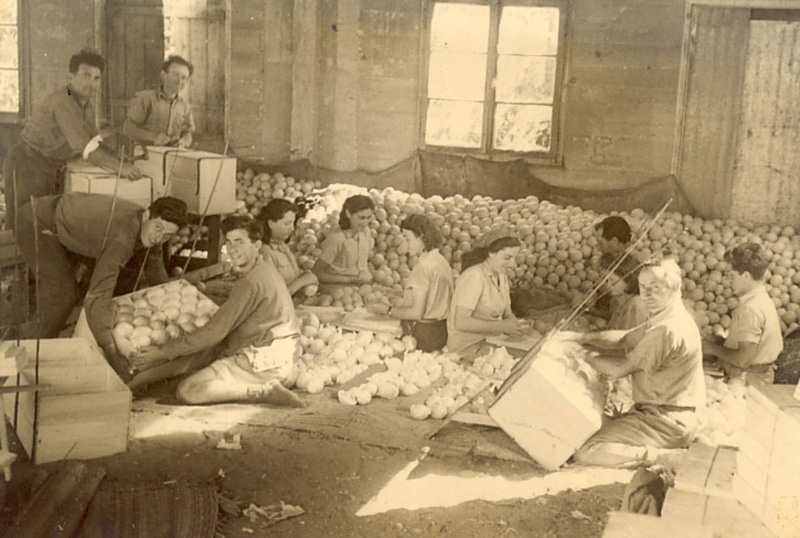
Emballage d'oranges sur des nattes, Tel Mond (v. 1930)
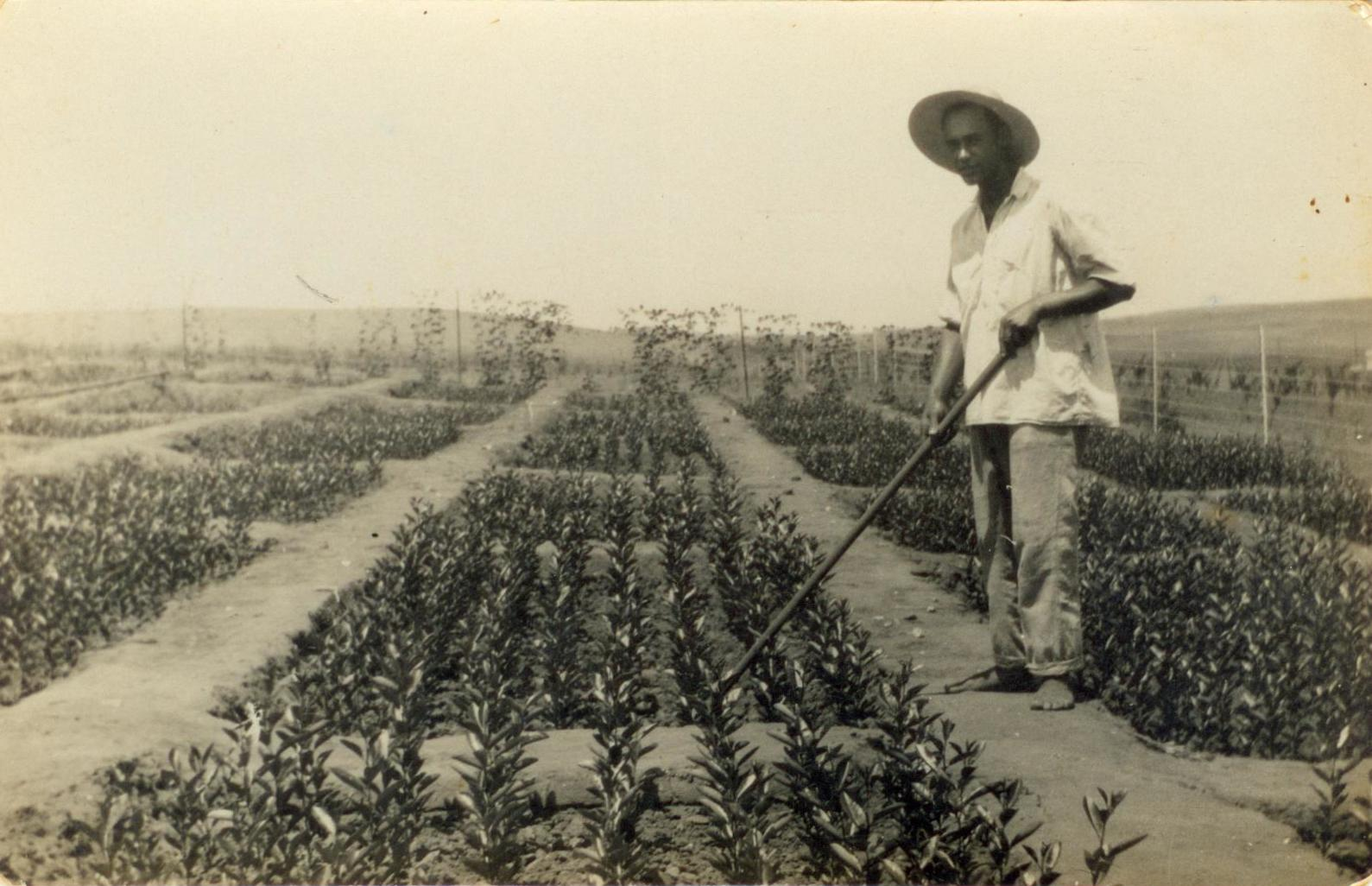
Première pépinière de citronniers par les émigrants juifs de Bulgarie, (en) Beit Hanan (en) (début des années 1930)
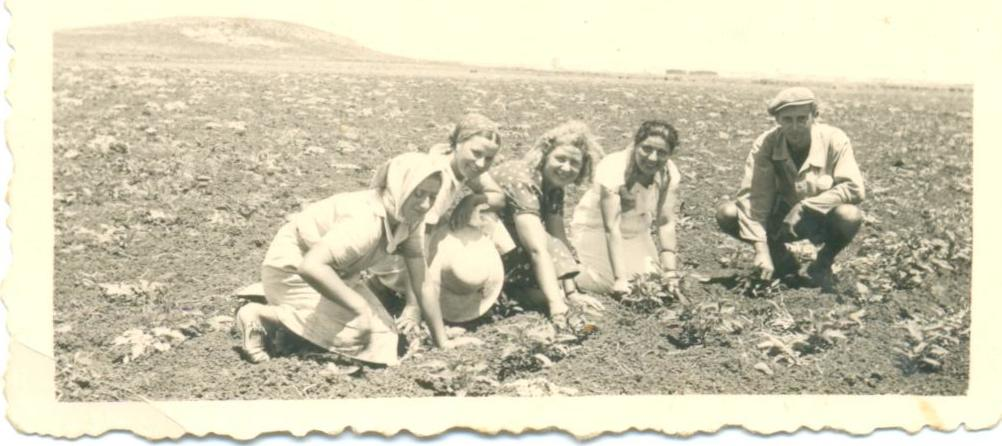
Préparation d'un champ de sésame par Simon Tabachnik (Shavit), Buchman, Gita Cohen (Tabachnik), Deborah Agulnik (Tabachnik), à Kiryat Ata (v. 1937)
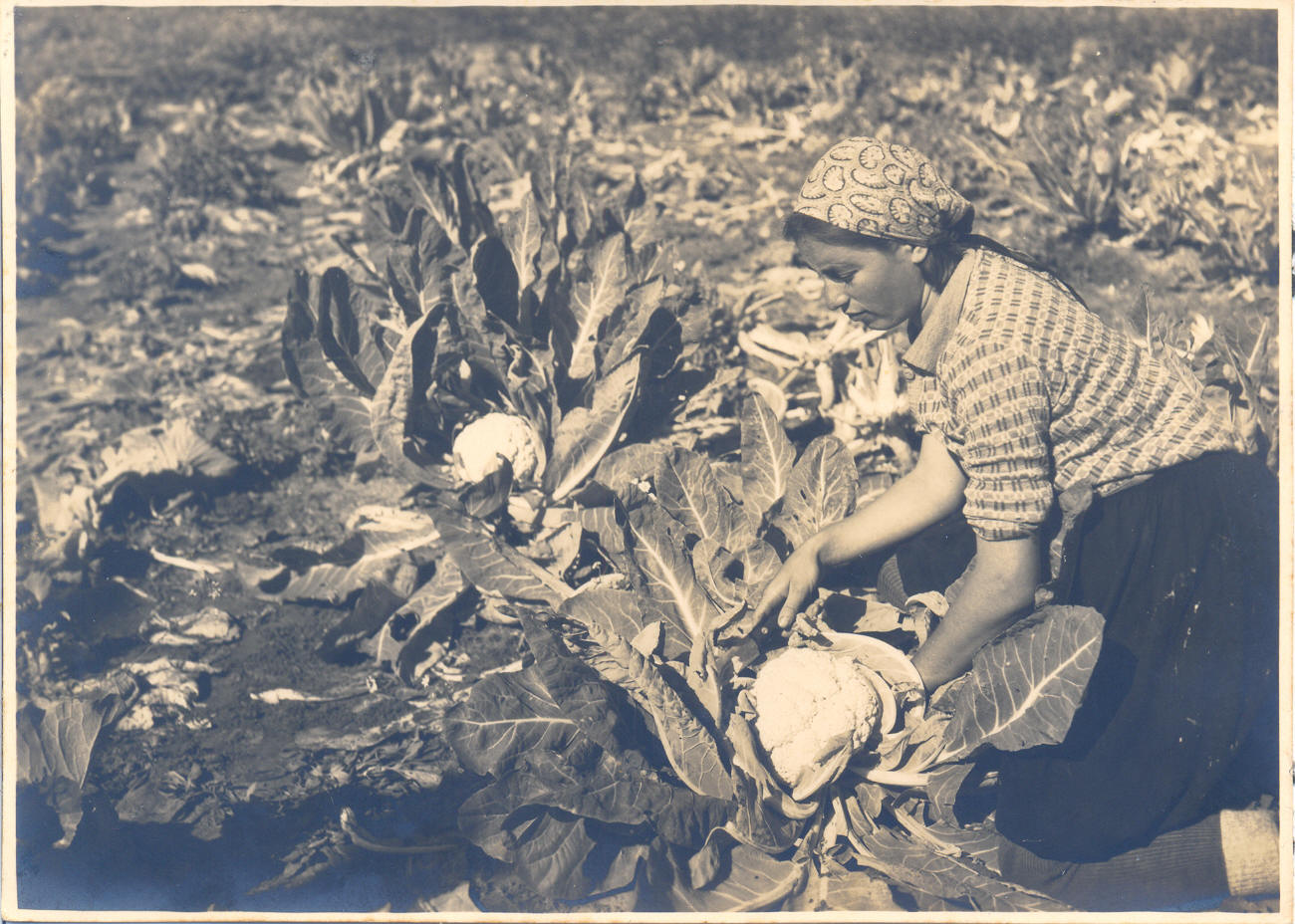
Champ de choux-fleurs à Hadera (1930-40)
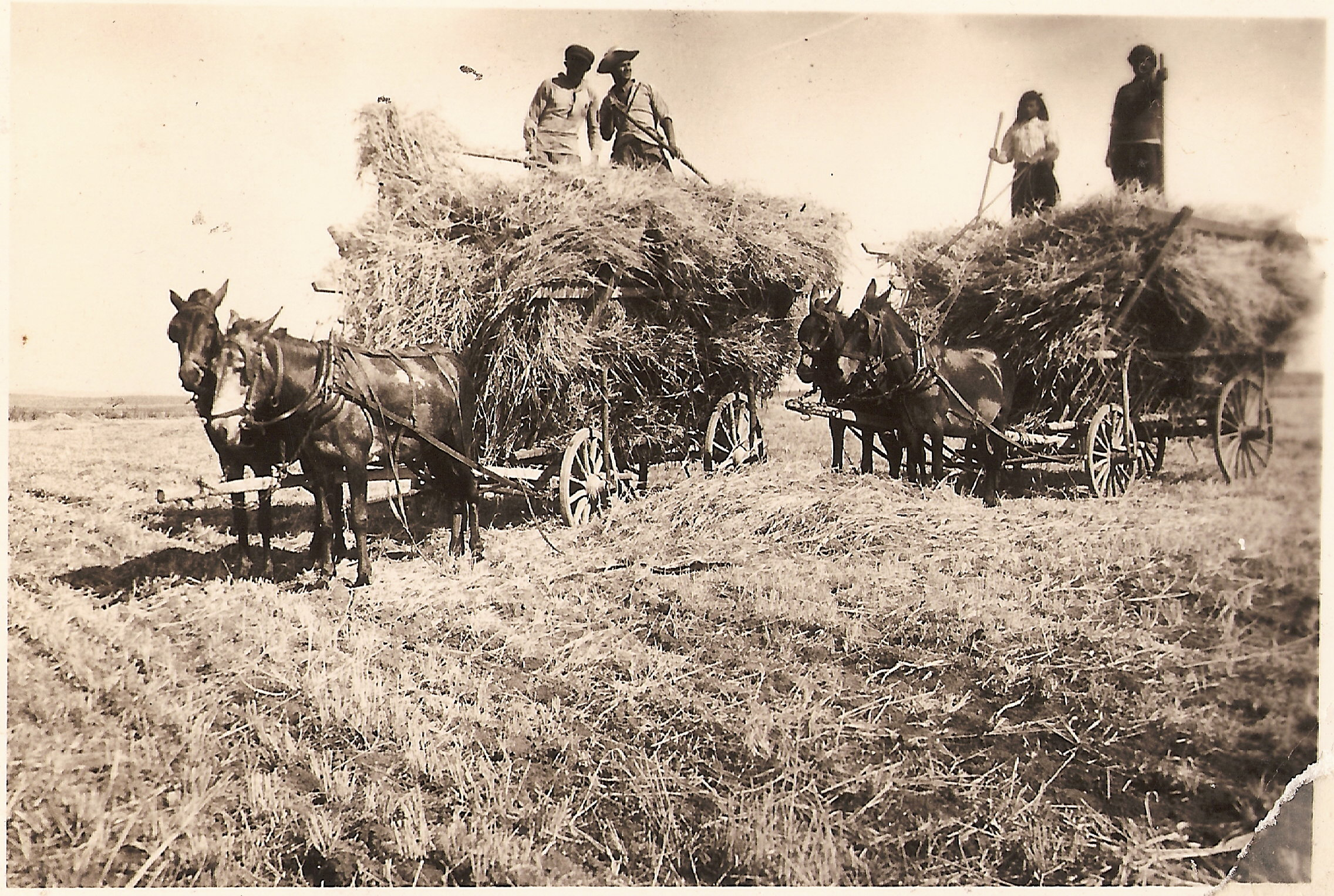
Récolte de grains à la colonie de (en) Givat Ada (1930-50)
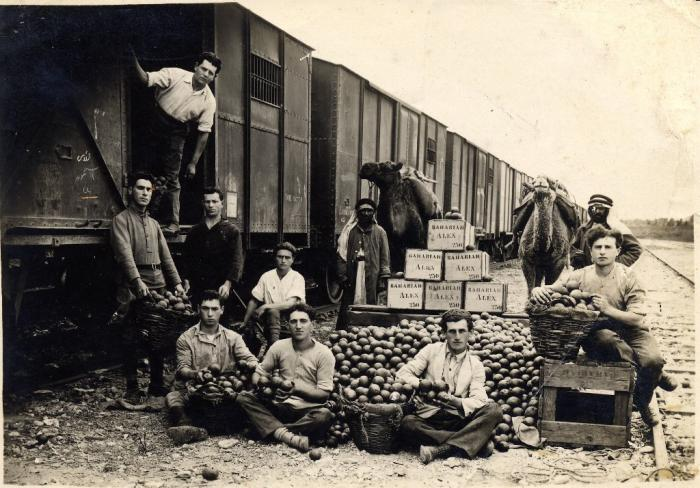
Cargaisons d'agrumes à Petakh Tikva (1940-50)
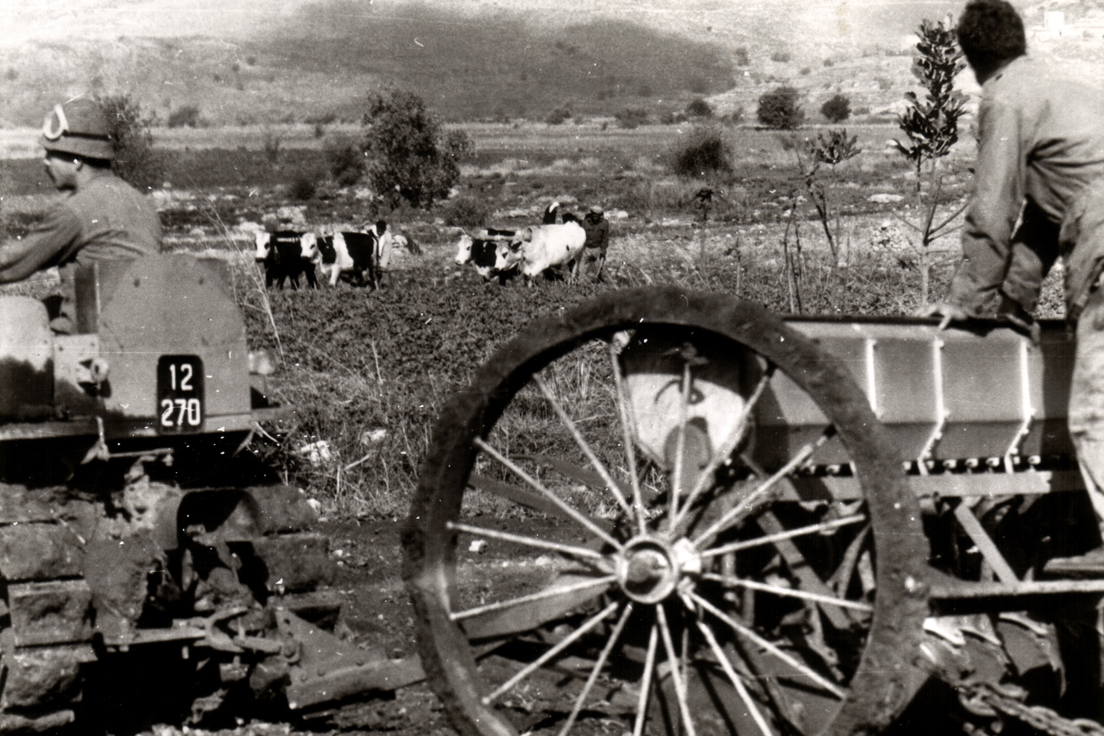
Labour au (en) kibboutz Dan (1948-49)
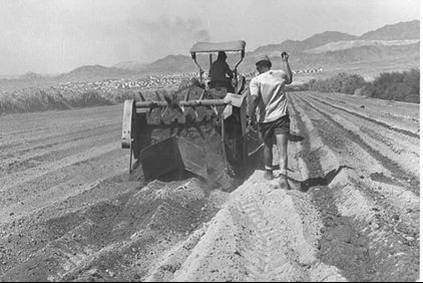
Labour au kibboutz Eilot (v. 1967)
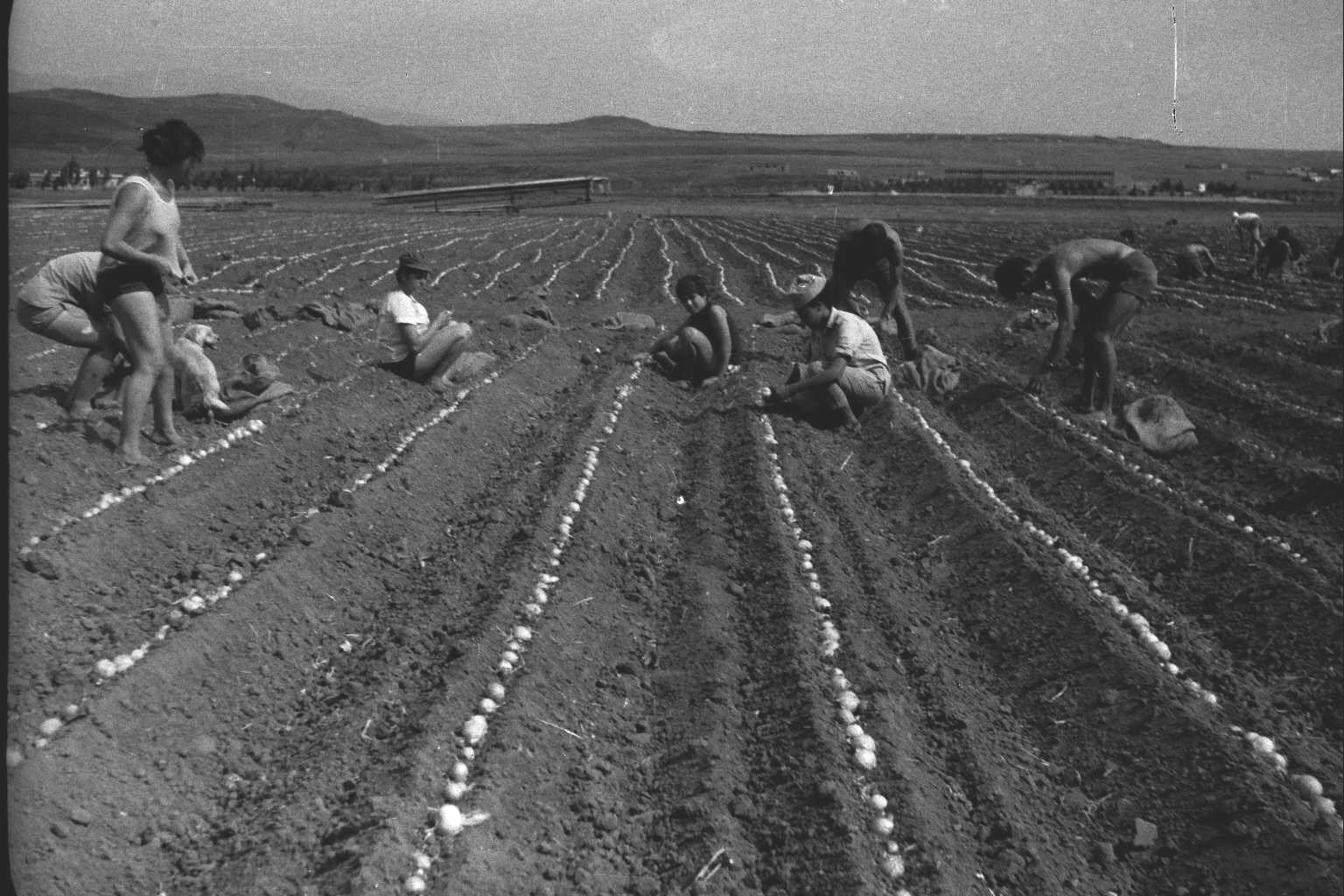
Plantation d'oignons au kibboutz (en) Marom Golan (v. 1969)

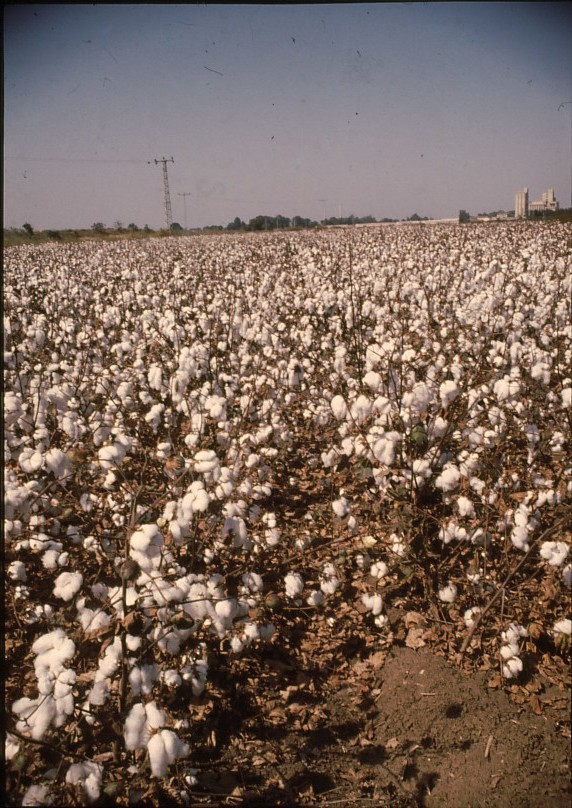
Champ de coton dans le kibboutz de Gan-Shmuel (années 1990)

L'importance de l'agriculture dans l'économie d'Israël a diminué au fil du temps. En 1979, elle représentait un peu moins de 6 % du PIB, en 1985 5,1 %, et aujourd'hui 2,5 %[Quand ?]. En 1995, il y avait 43 000 exploitations agricoles qui exploitaient 380 000 ha cultivés avec donc une superficie moyenne de 13,5 hectares. 19,8 % des exploitations étaient inférieures à 1 hectare, 75,7 % avaient entre 1  et   9 hectares, 3,3 % entre 10  et   49 hectares, 0,4 % entre 50  et   190 hectares, et 0,8 % plus de 200 hectares. Les cultures sont principalement situées dans les plaines côtières du Nord, les collines à l'intérieur du pays, et la partie supérieure de la vallée du Jourdain.
En 2016, « 40% des terres arables appartiennent aux kibboutz, 50% aux moshavs et 10% aux propriétaires individuels », et « 1,2% de la population nourrit le reste de la population, ce qui est comparable au pourcentage du Canada (3% en France) ».
Israël est non seulement autosuffisant depuis les années 1960 mais il exporte son surplus de production agricole et horticole,.

## Structure agraire

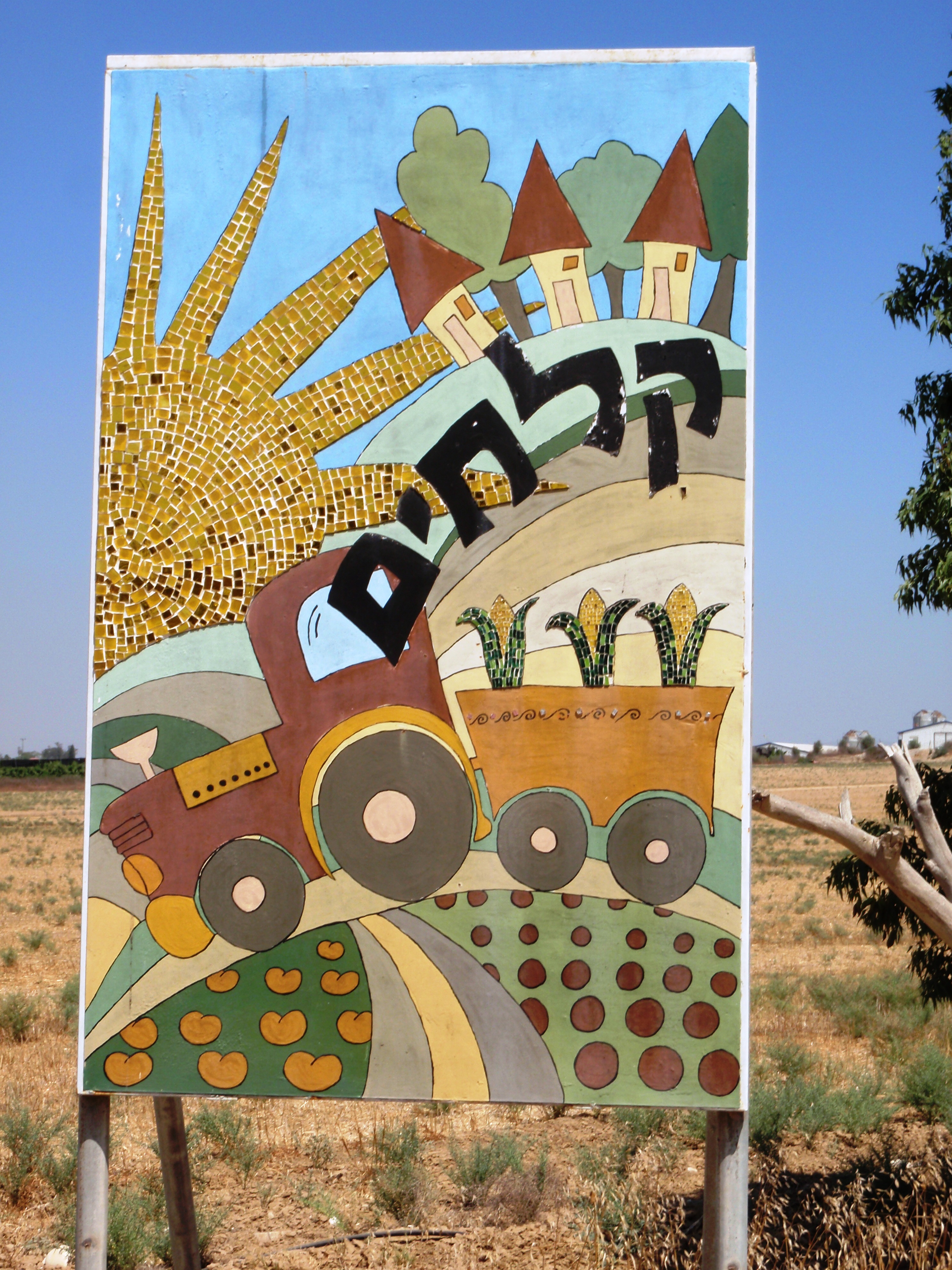
Entrée du moshav Klakhim

La majeure partie de l'agriculture israélienne est basée depuis le début du XXe siècle sur deux grands types d'organisations : 
- le kibboutz qui est une communauté collective dans laquelle les moyens de production et les bénéfices de ceux-ci sont collectivisés. La communauté fournit gratuitement et de façon strictement égalitaire les biens collectifs et les biens de consommation individuels, sans salaire, en dehors de sommes modérées pour des achats à l'extérieur.
- le moshav qui est un village coopératif agricole, avec une vie familiale classique et une exploitation individuelle des terres agricoles, mais où le matériel agricole, la commercialisation et certains services sociaux sont mis en commun.

Ces deux types d'organisations agricoles totalisent ainsi, à titre d'exemple, 76 % de la production de produits frais.

## Main-d'œuvre
Les exploitations agricoles israéliennes dépendent principalement des travailleurs palestiniens pour leur main-d'œuvre d'appoint jusqu'aux années 1990, lorsqu'à la suite des affrontements de la première Intifada et des restrictions qui s'ensuivent sur la circulation des Palestiniens de Gaza et de Cisjordanie, Israël commence à chercher des travailleurs dans d'autres régions,. Selon une étude de la Knesset publiée en 2021 et fondée sur des données de 2020, environ 75 200 personnes sont employées dans le secteur agricole, dont environ 49 % d’Israéliens, 32 % de travailleurs étrangers et 19 % de Palestiniens.
En 2023, entre 30 000 et 40 000 travailleurs thaïlandais sont employés dans l'agriculture en Israël, soumis à des règles strictes, telles que l'impossibilité d'élever une famille dans le pays et des contrats de courte durée. Après l'attaque du 7 octobre 2023 par le Hamas, de nombreux ressortissants thaïlandais retournent dans leur pays d'origine, beaucoup de thaïlandais ayant été tués ou pris en otage lors des attaques. Cela crée un vide qui cause de lourdes pertes pour les agriculteurs. En novembre 2023, le gouvernement du Malawi conclut un accord avec des entreprises israéliennes pour transporter des travailleurs agricoles malawites vers des fermes en Israël.

### Conditions de travail des travailleurs migrants
La forte dépendance du secteur agricole israélien à l'égard de la main-d'œuvre étrangère et migrante bon marché a conduit à des abus et à de l'exploitation. Pour lutter contre ces violations, la Haute Cour israélienne statue en 1991 que l'ensemble du droit du travail israélien doit s'appliquer à la main-d'œuvre étrangère ; bien que l'application de la loi reste limitée, De nombreux problèmes persistent et les travailleurs étrangers sont continuellement affectés par ceux-ci tels que le travail dissimulé, les salaires inférieurs au salaire minimum, la servitude pour dettes, des conditions de travail dures, dangereuses, et régulièrement décrites comme inhumaines, la traite des êtres humains, la séquestration, les passages à tabac, les suicides et les morts non élucidées,,,,,,. Les agressions sexuelles contre les travailleuses agricoles étrangères sont courantes ; un rapport de 2021 révèle que 100 % des travailleuses agricoles thaïlandaises interrogées (654 sur 654) avaient été agressées sexuellement,.

## Eau
L'eau est en demande croissante dans le pays, de par la courte saison des pluies qui ne dure qu'entre novembre et avril et à cause une répartition très inégale, de 700 mm dans le Nord, les précipitations passent à moins de 50 mm dans le Sud. Les ressources annuelles en eau sont d'environ 1,6 milliard de mètres cubes dont 75 % sont utilisés pour l'agriculture[réf. souhaitée]. En 2016, bien que la consommation d'eau est rationalisée, « 57% de l’eau est dirigée vers l’agriculture (comme dans tous les pays développés) et 6% vers l’industrie ».
Pour faire face à l'aridité du climat, aux sècheresses et aux besoins croissants de la population elle-même en croissance et de l'industrie, Israël investit dans des usines et systèmes de désalinisation, de micro-irrigation et son savoir-faire est également exporté dans le monde,.
Elle construit des stations d’épuration dédiées à l’usage agricole et a recours à la fertigation : mélange d’eau et d’engrais pour augmenter les rendements.
D’autres technologies permettent de réduire le déficit en eau : la réduction des pertes dans le transport de l’eau (à moins de 10%) ou la culture hydroponique (agriculture hors-sol).

### Irrigation

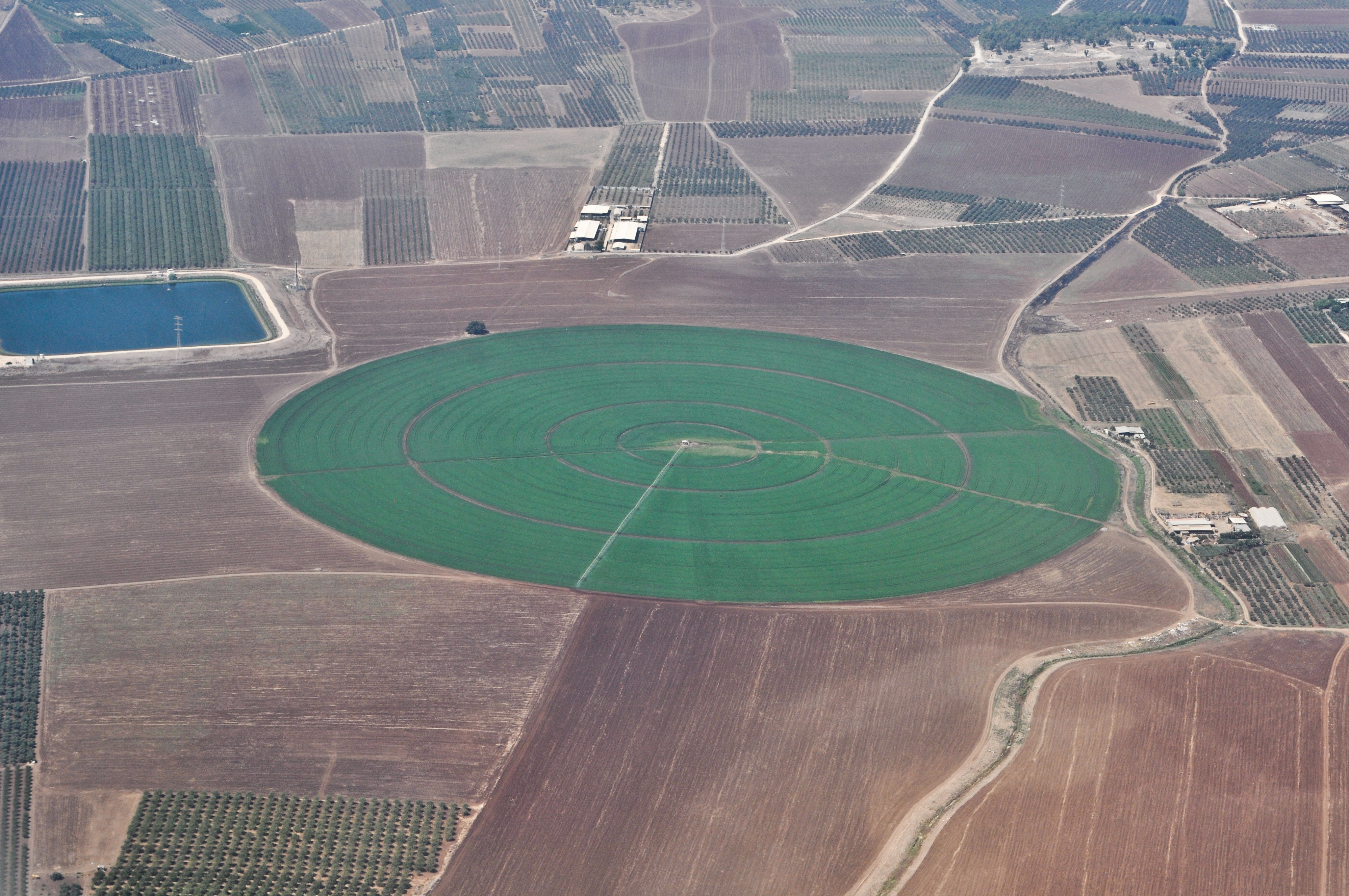
Pivot d'irrigation au Mont Tabor

Israël a inventé un système de goutte-à-goutte (micro-irrigation), repris dans le monde entier, qui permet l'irrigation pensée et économe des terres, et qui a fait le succès de l’entreprise israélienne Nétafim, devenue multinationale et leader dans son domaine avec près d'un tiers du marché mondial. Sa concurrente Naan est croquée par le conglomérat industriel indien Jain (NaanDanJain) pour en faire un champion mondial de l’irrigation aux 800 millions de dollars de ventes,. L'entreprise charge également « ses agronomes de former et d’accompagner les agriculteurs de tous types de climats et cultures, notamment en Afrique »,.
Les Israéliens possèdent ainsi « 50 % du marché total de l’irrigation dans le monde... grâce à leurs méthodes de coopération dans le secteur de l’agriculture ».
Grâce à une stratégie d’économie d’eau déployée bien avant sa création, « Israël est parvenu à irriguer son agriculture à 86% par des eaux usées », ce qui constitue un record mondial - quand le pays arrivant en seconde position n'atteint que 36 %,.
La zone de terres agricoles irriguées dans le pays a augmenté de 30 000 ha en 1948 à quelque 186 400 ha aujourd'hui[Quand ?].[réf. souhaitée]

#### Hier

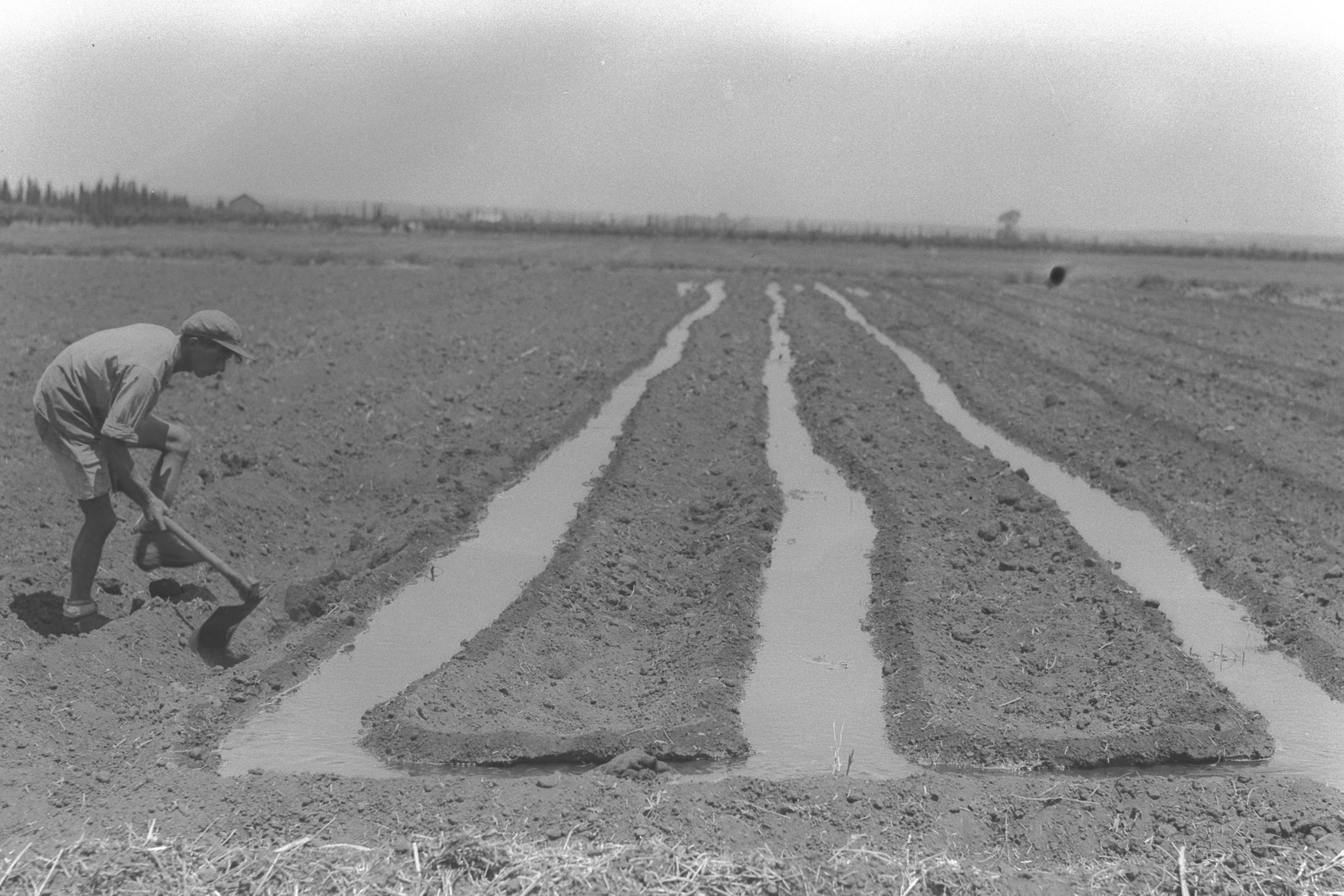
Irrigation d'un champ au kibboutz Na'an (1935)
Forage d'eau, Beersheva (1934-39)
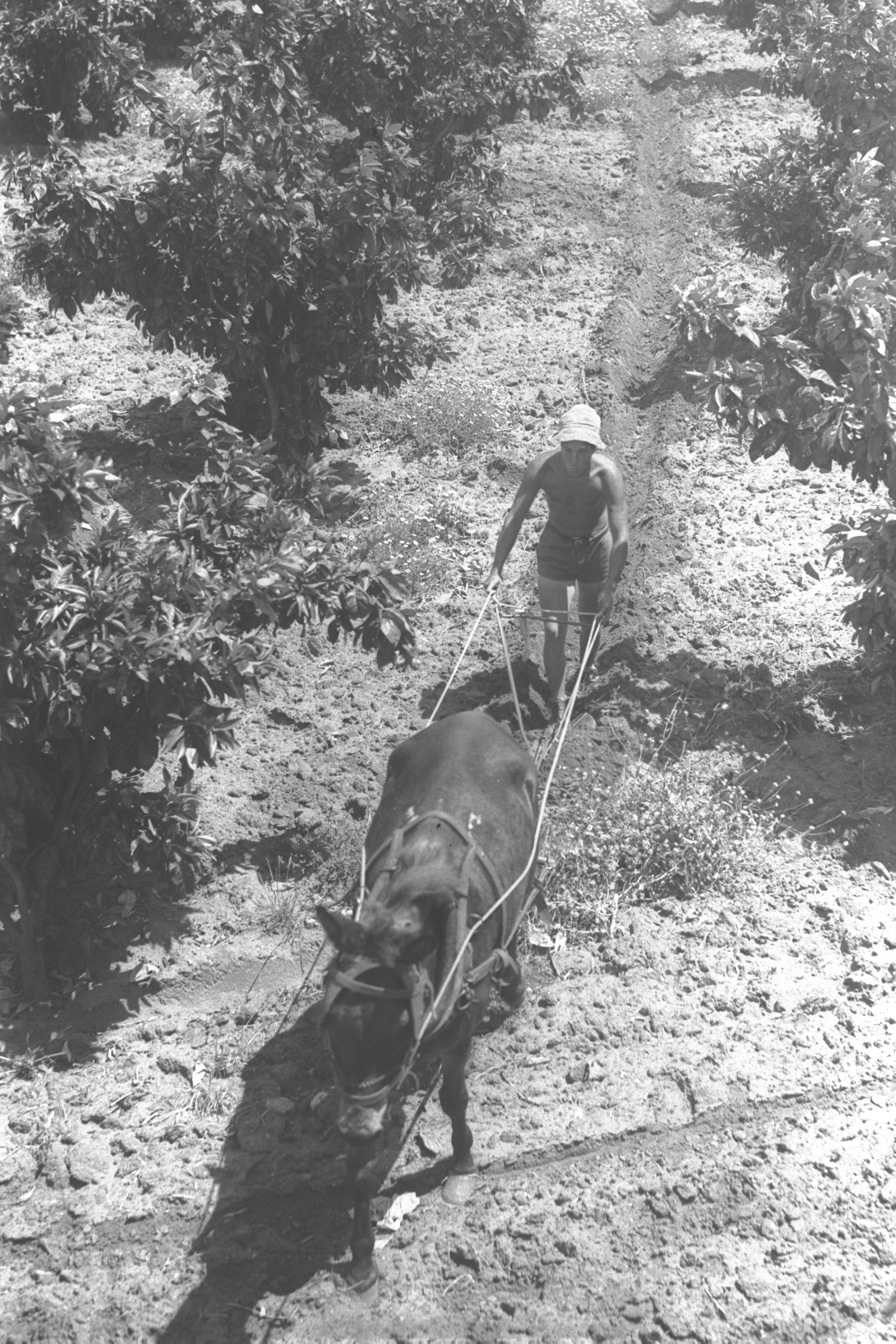
Kiboutznik creusant une piste d'irrigation dans l'orangeraie, kibboutz Na'an (1935)
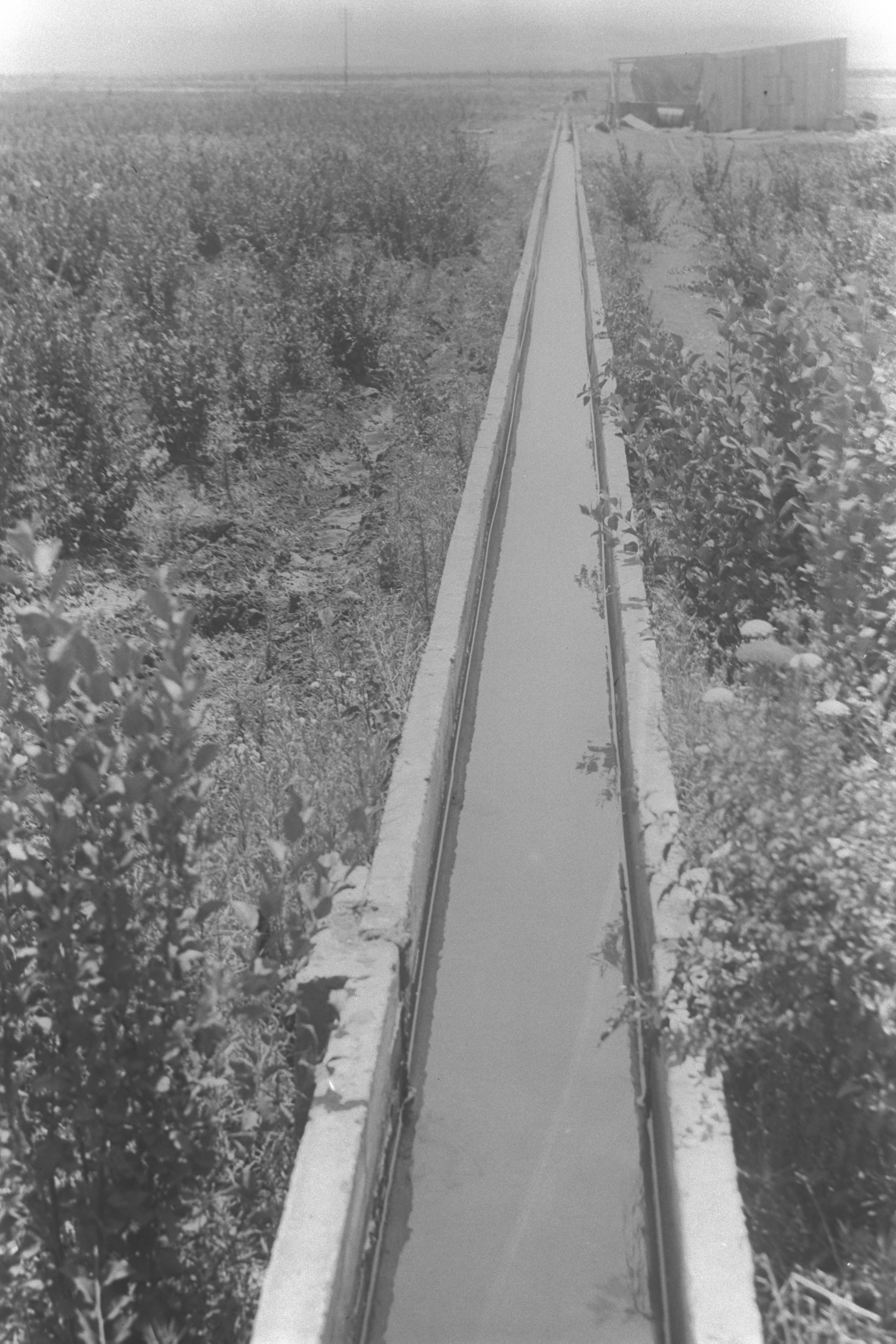
Canal d'irrigation agricole dans les vergers du kibboutz Na'an (1935)
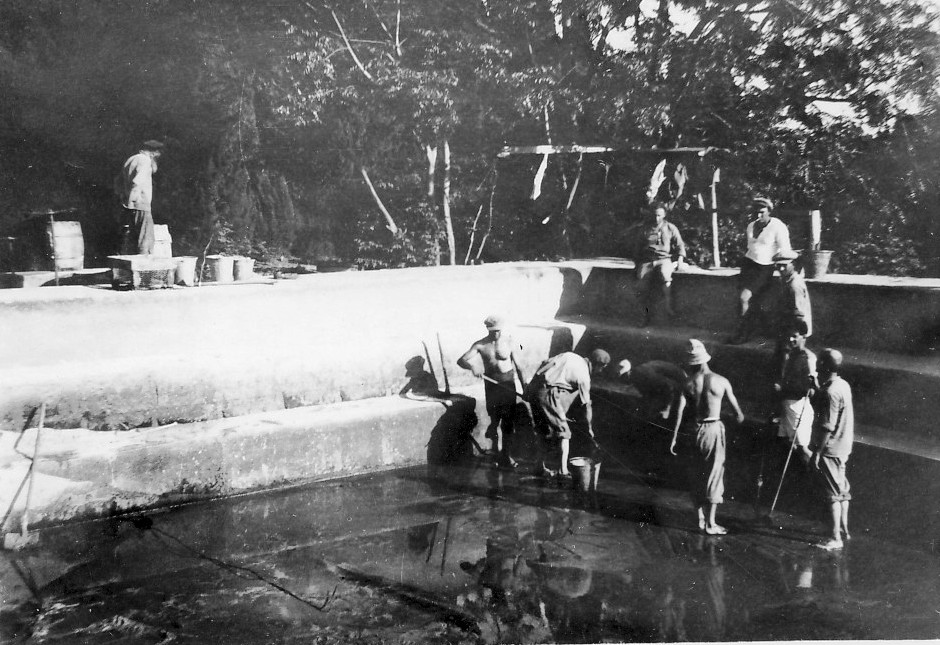
Piscine d'irrigation à Gan Shmuel (1936)
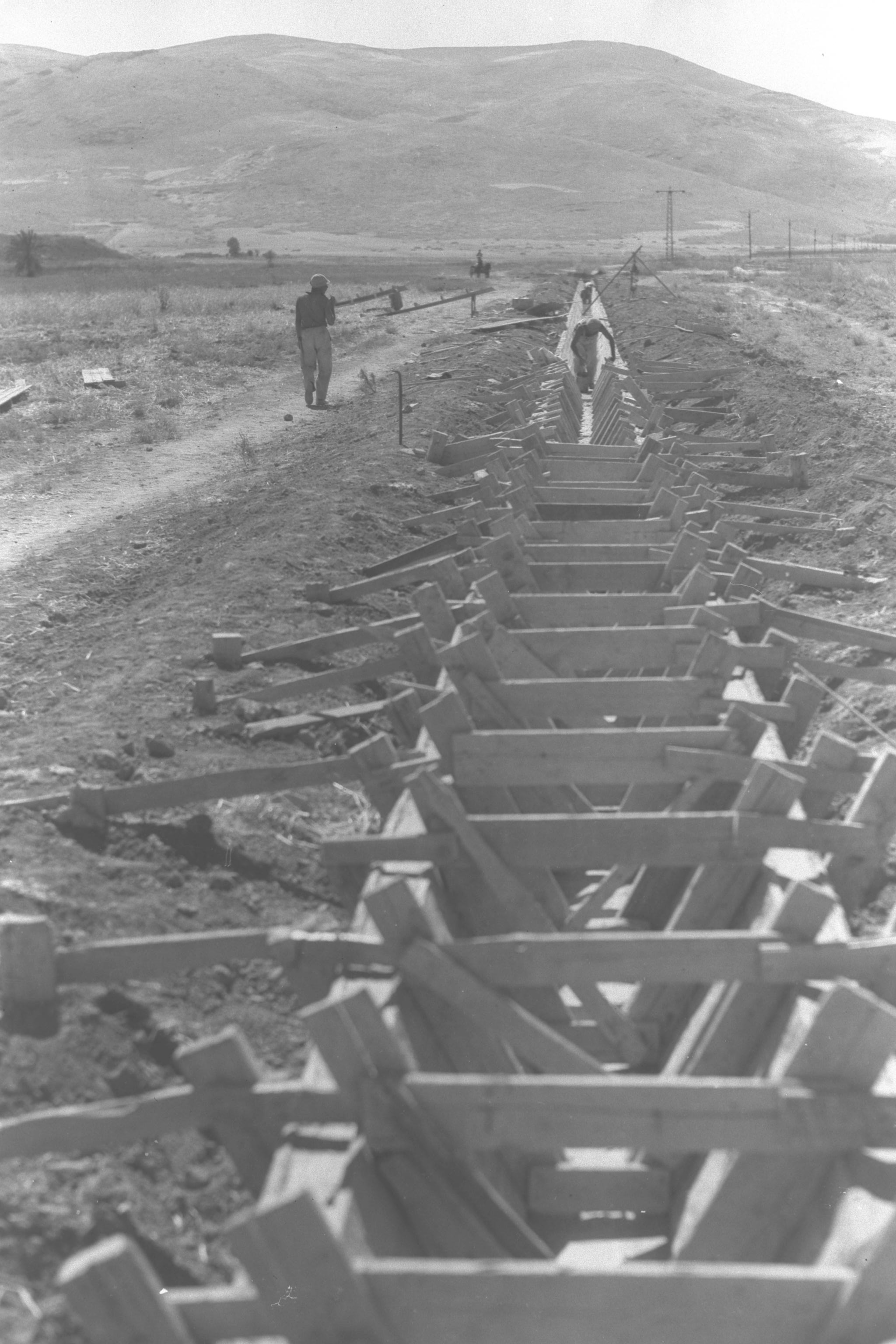
Construction d'un canal d'irrigation au kibboutz Messilot (1939)
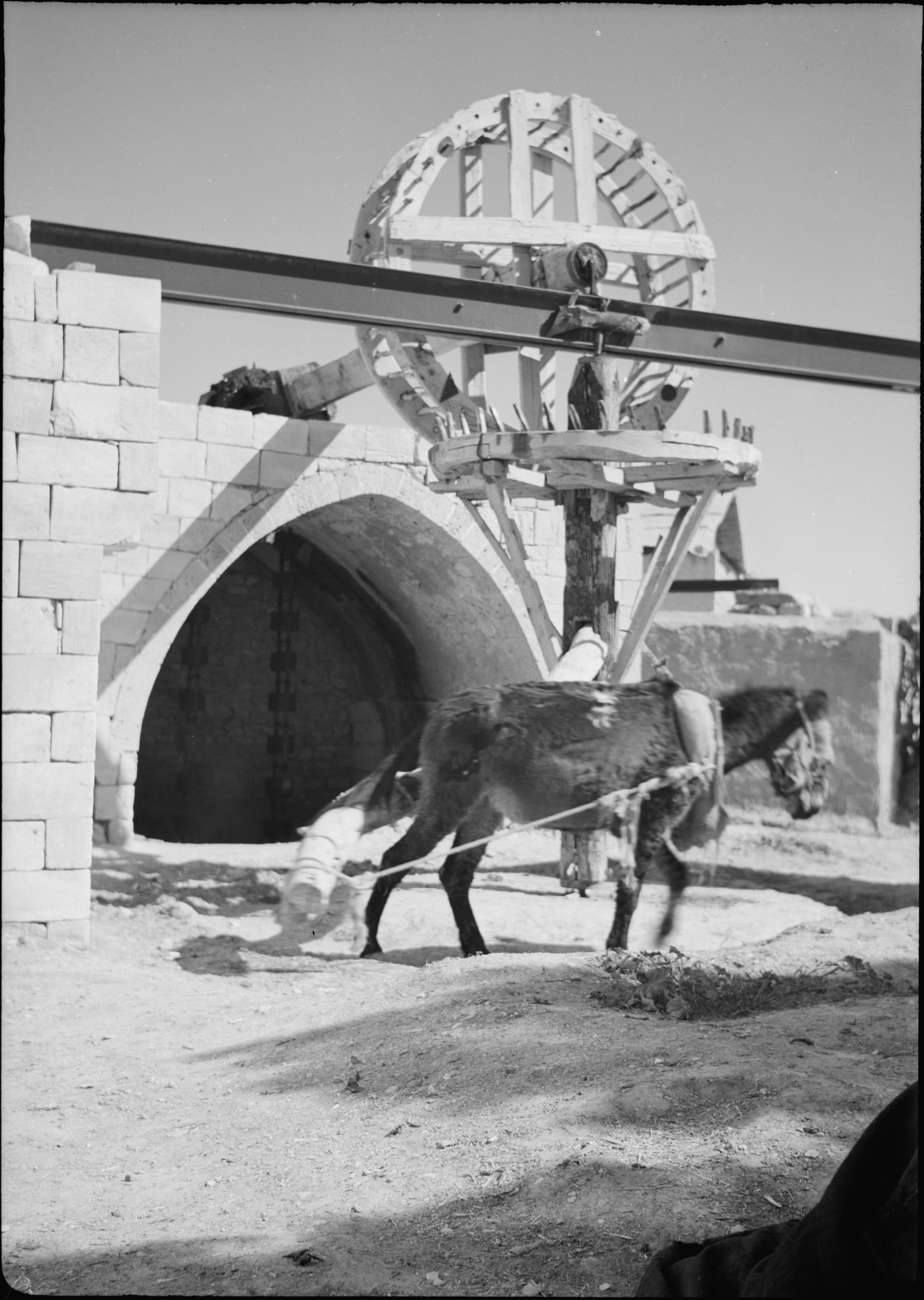
Moulin d'irrigation mû par un âne, Beersheva (1940)
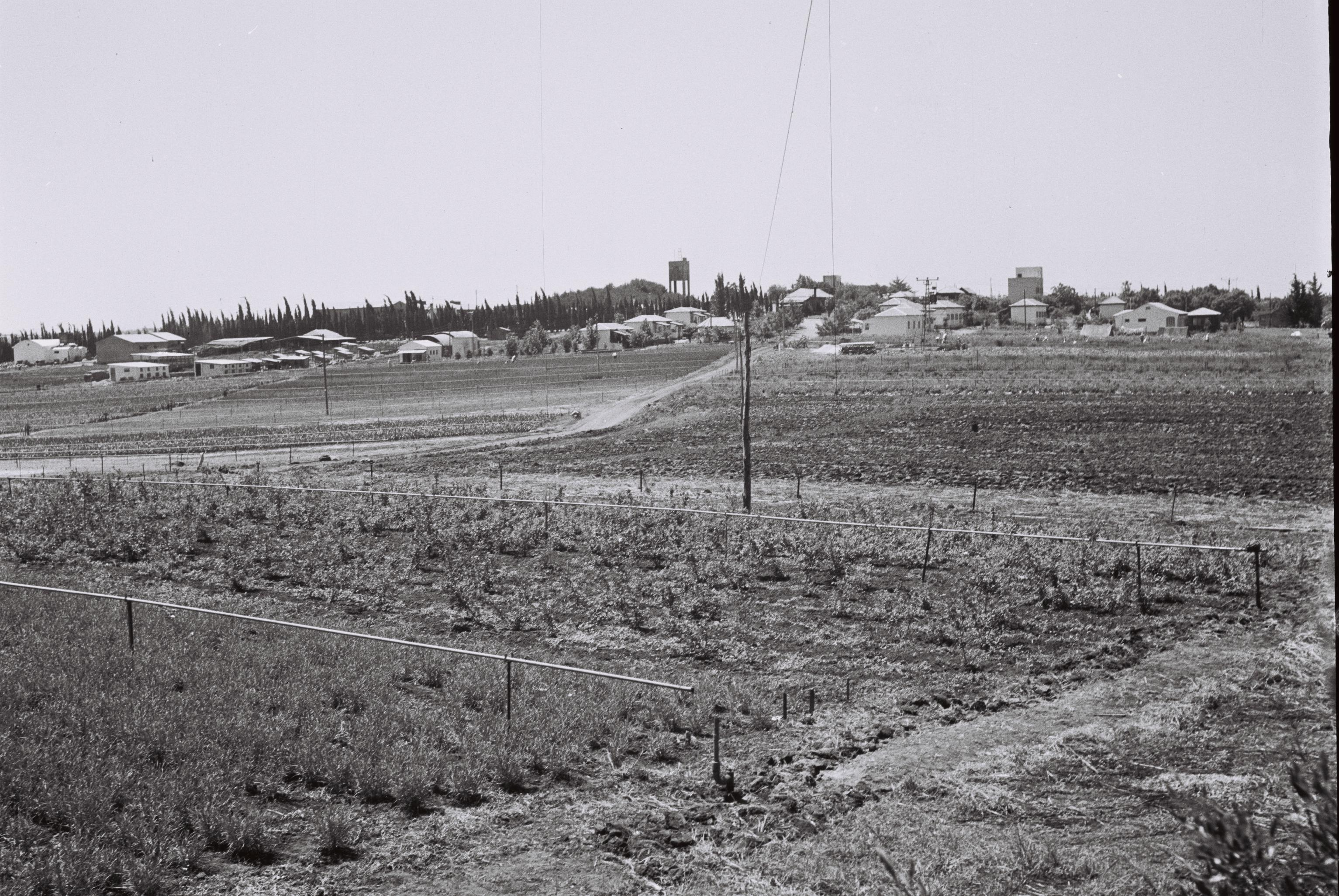
Champs sous irrigation pour la culture de fleurs, moshav (en) Mishmar HaSharon (1946)
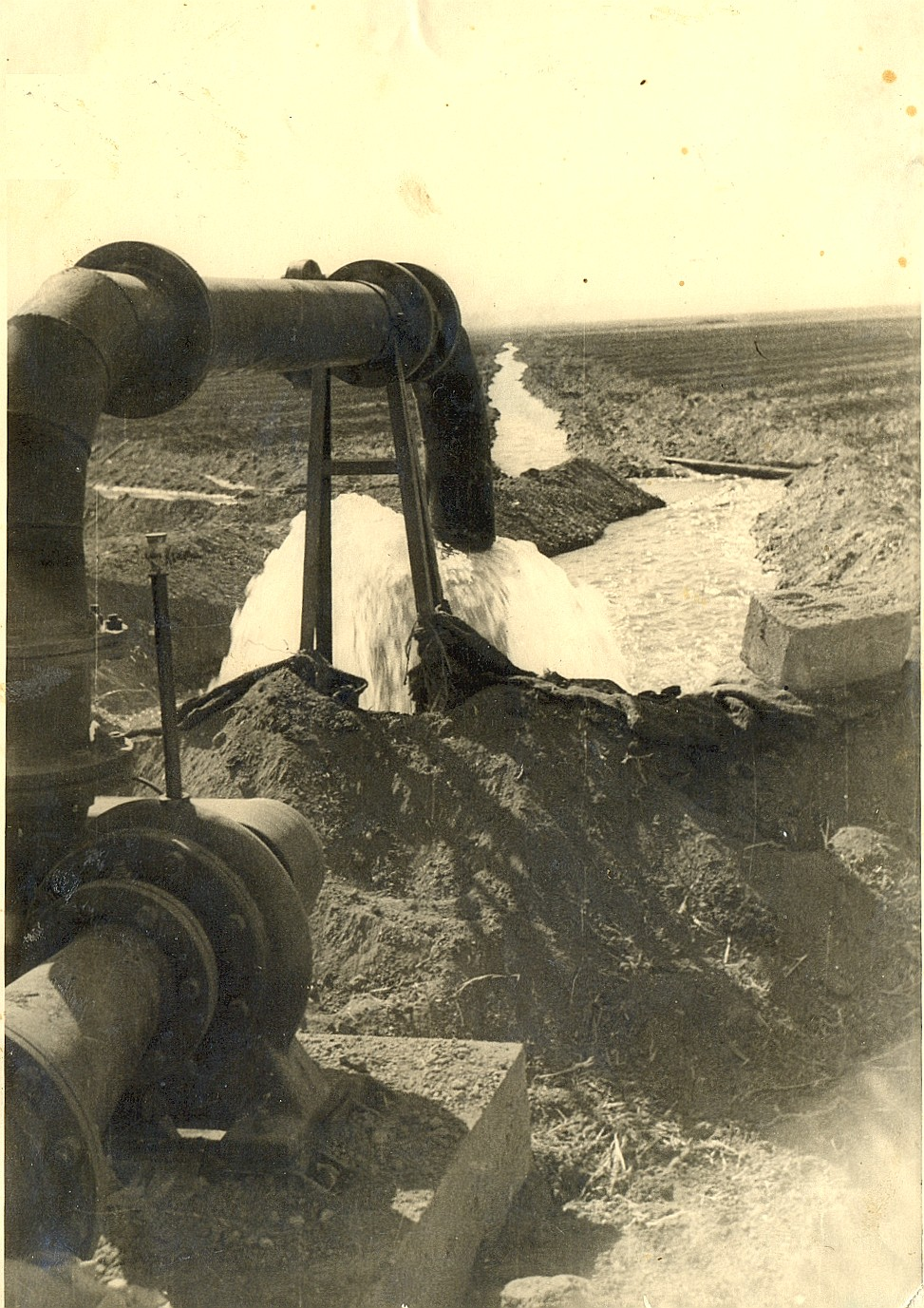
Dans les premières années, une pompe fournie par la Jordanie fournit de l'eau pour arroser les champs (1950)

#### Aujourd'hui

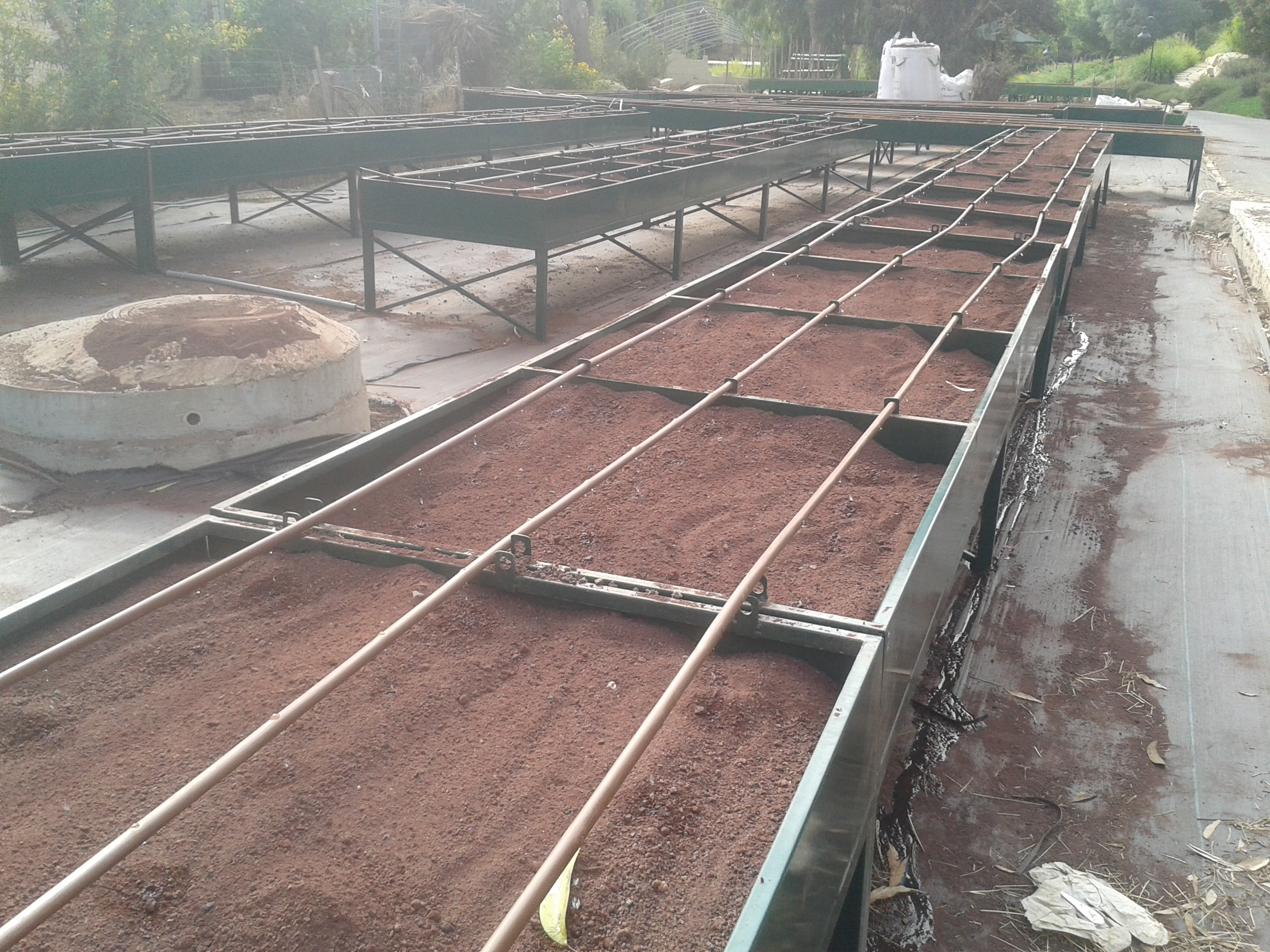
Tuf et système d'irrigation dans le jardin de l'école botanique, Jérusalem
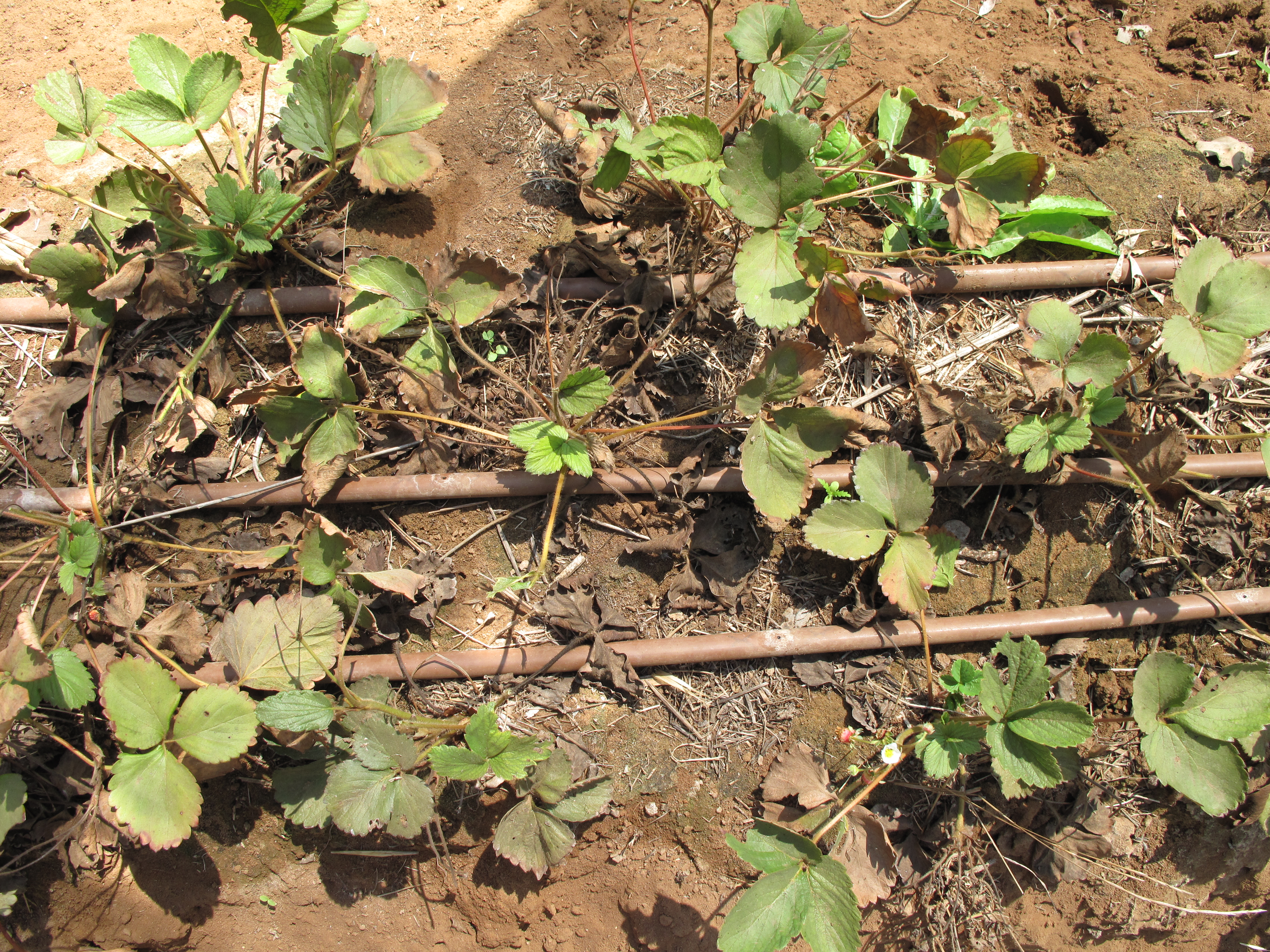
Pièces de pipeline d’irrigation au goutte à goutte, ferme de Shefa Farm, (en)Rishpon
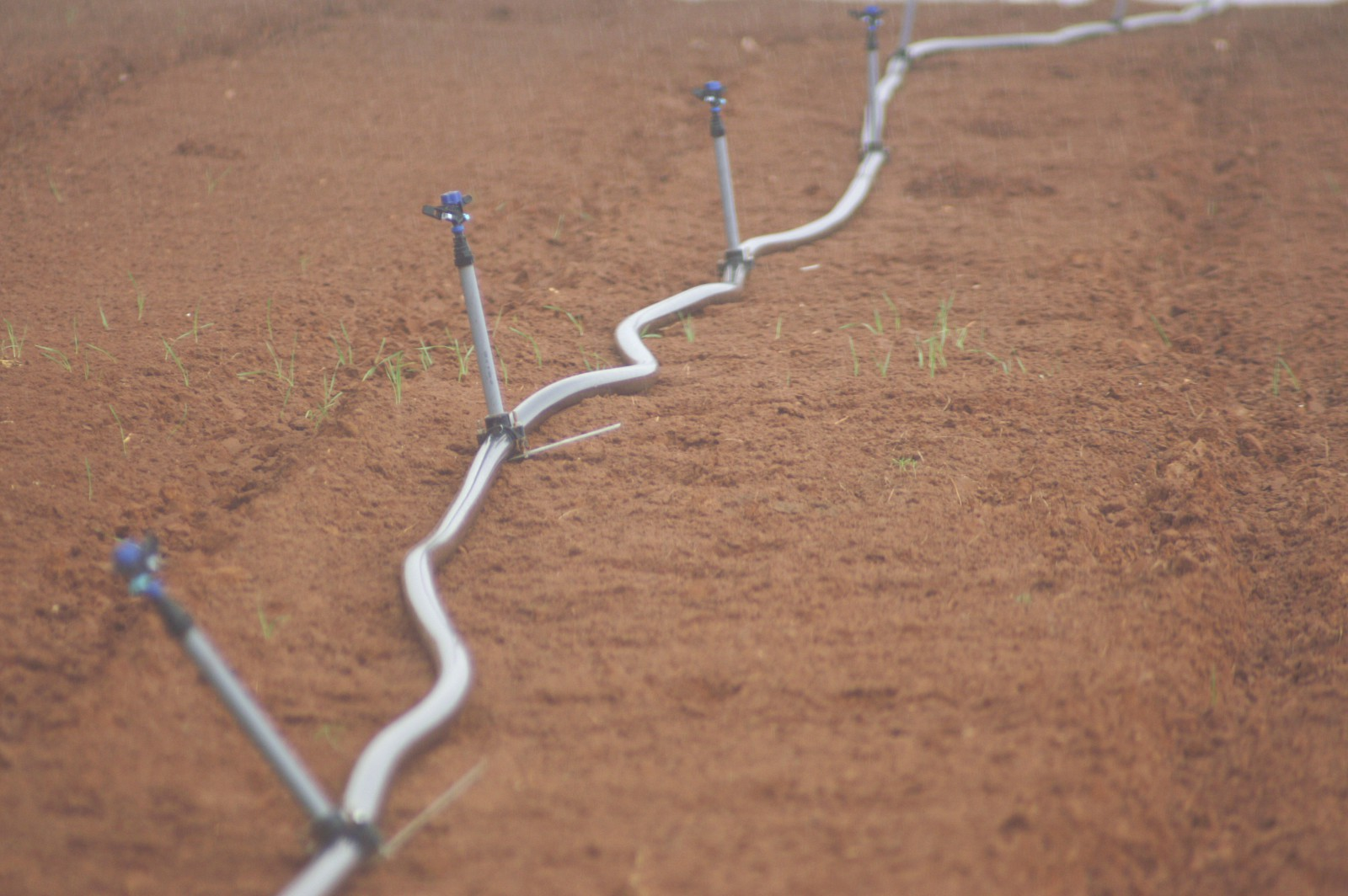
Sprinkleurs Koi en zone volcanique
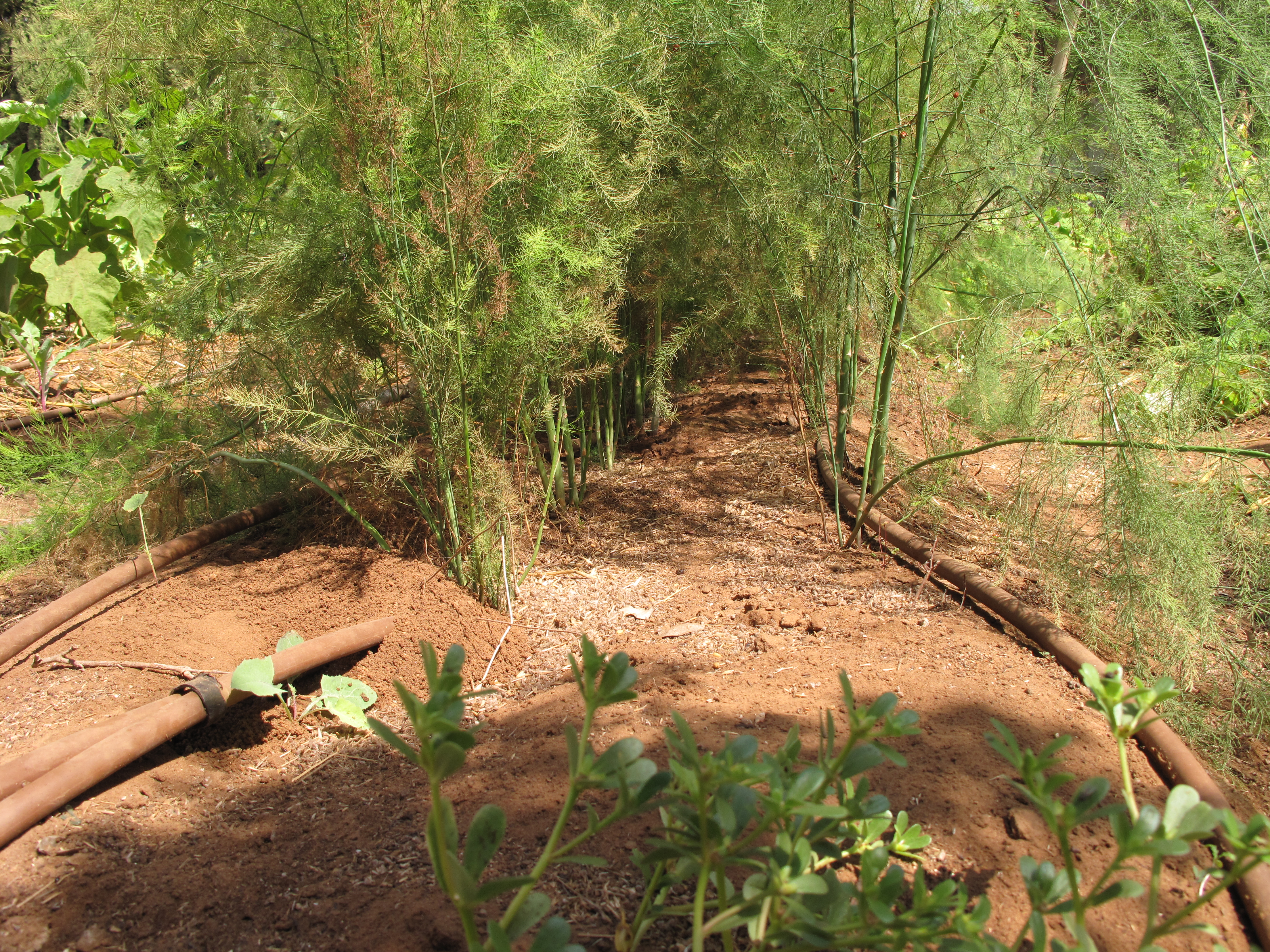
Vue générale, Rishpon
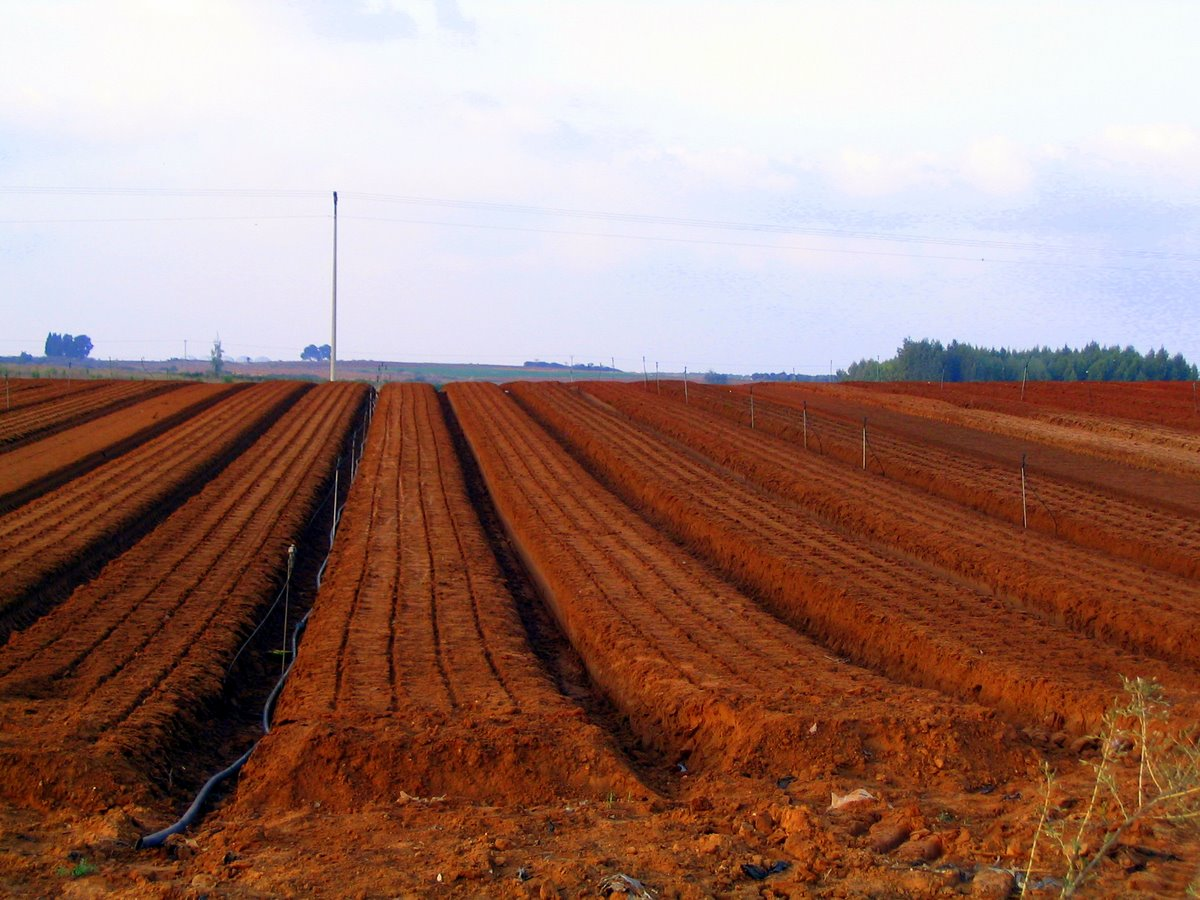
Irrigation d'un champ labouré au (en) moshav Tsofit

## Cultures

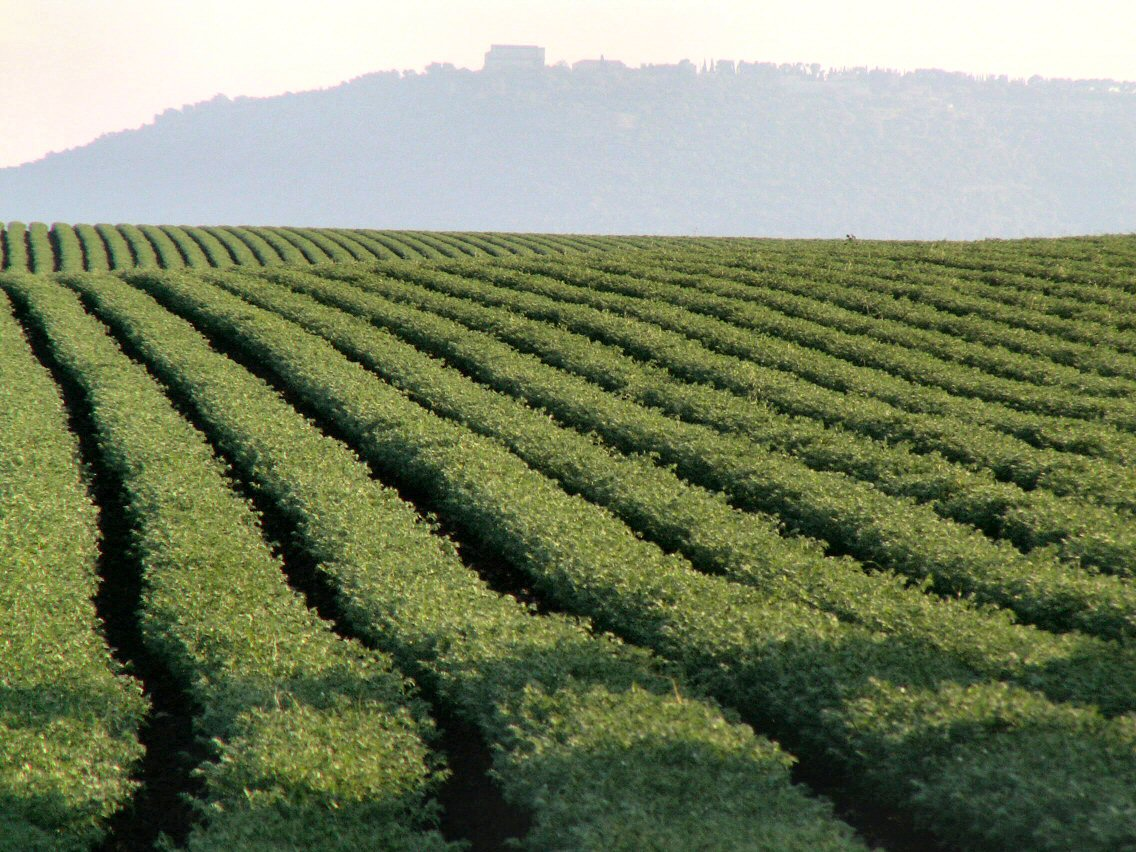
Production de pois chiche en Galilée, près du Mont Thabor.

Les grandes cultures céréalières du pays sont le blé (qui n’est pourtant pas du tout adapté au climat local et qu’il serait bien plus économique d’importer), le sorgho et le maïs.
Israël est un important producteur et exportateur d'agrumes, avec une forte production d'oranges, de pamplemousses, de mandarines et de pomélos. Les agrumes ainsi que d'autres fruits et légumes tels que l'avocat, le kiwi, la goyave, la mangue sont cultivés essentiellement sur la plaine côtière. Les bananes et les dattes sont cultivées dans les régions les plus chaudes et ensoleillées. Les pommes, les poires, les cerises, les fraises sont cultivées surtout dans le nord du pays.

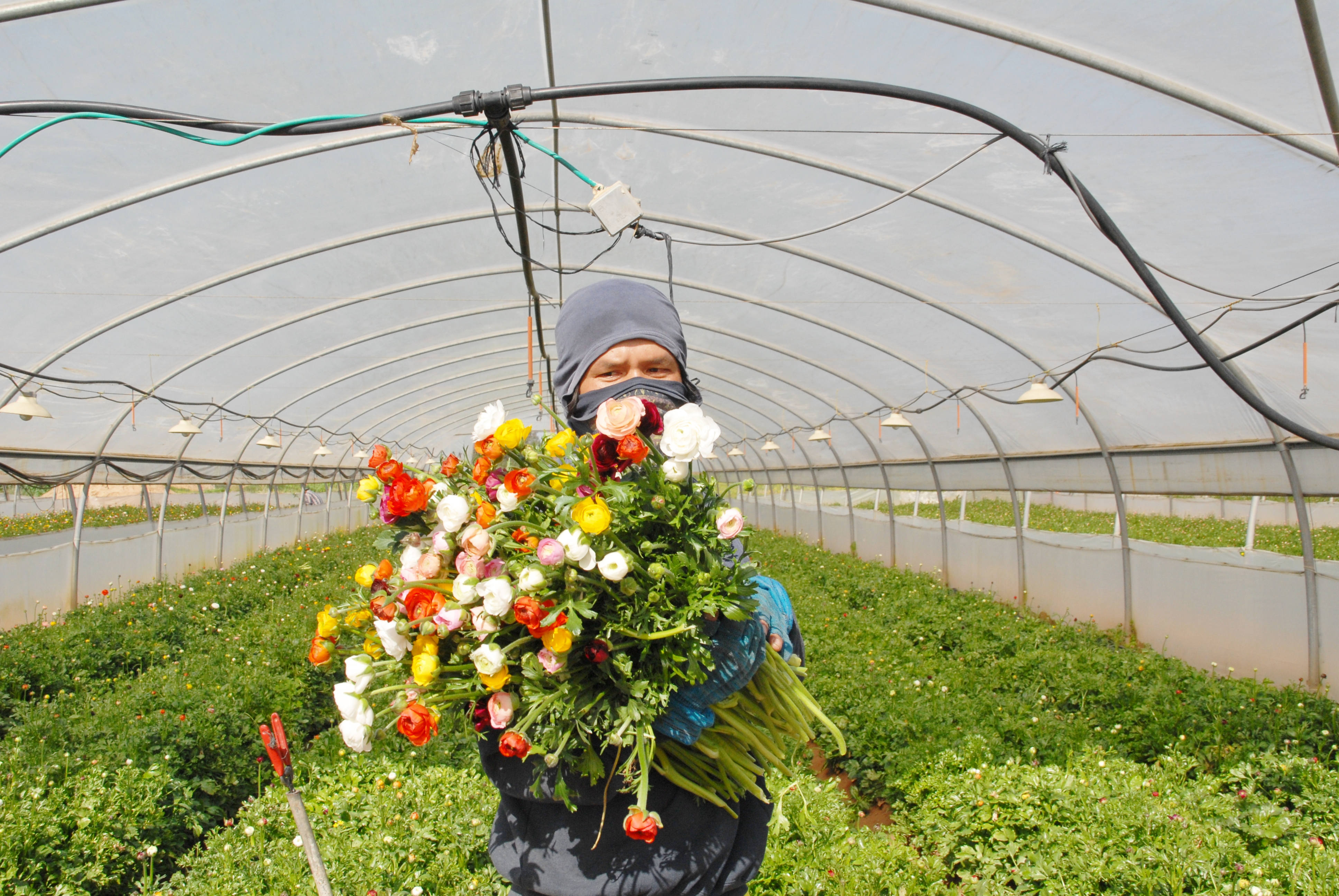
Culture des fleurs en serre, Guivat 'Hen.

D'autres cultures sont présentes sur une plus large partie du pays telles que les tomates, les concombres, les poivrons, les courgettes, les prunes, les nectarines… Israël cultive aussi de manière importante des productions exotiques telles que les figues de Barbarie, les kakis, les nèfles du Japon et les grenades. Le pays est ainsi le premier producteur de nèfles du Japon après le Japon. Israël cultive aussi du raisin de table et possède une production viticole
Israël produit et exporte de grandes quantités de fleurs. Les exportations de fleurs en 2000 dépassaient les 50 millions de dollars, les fleurs les plus couramment cultivées sont des chamelauciums, puis des roses.
Le coton est cultivé sur 28 570 ha. Les rendements sont très élevés avec 5,5 tonnes de coton brut par hectare. En 1997, la valeur de la production était de 107 millions de dollars.

## Agriculture biologique

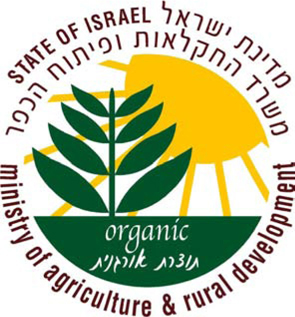
Logo de l'agriculture biologique en Israël.

L’agriculture biologique (organic) est née modestement au départ, dès les années 1960 dans les kibboutz pour « subvenir aux besoins alimentaires de base des nouveaux arrivants en produisant au plus près, sans dépendre d’apports extérieurs », et « ont fait naître chez les Israéliens une conscience plutôt élevée de la fragilité de l’environnement » à laquelle s’ajoutent des valeurs issues du judaïsme prônant le respect des hommes, des animaux et de la nature, et en cela la « volonté du Créateur », comme le souligne également Richard Schwartz, président de l’association Jewish Veg.
En 2017, « Israël est le principal marché bio du Moyen-Orient ». S'appuyant sur des technologies évoluées, l'agriculture biologique représente 1,5 % de la production agricole israélienne, mais fournit 13 % des exportations agricoles. Israël exploite 70 000 dounams (70 km2) de terre en culture biologique : 65 % sont des légumes en pleine terre, 25 % des vergers, 6 % des légumes cultivés sous serre et 4 % des herbes aromatiques[réf. souhaitée]. En 2015, la surface cultivée en agriculture biologique en Israël s'élève à 5 758 ha pour 303 exploitations biologiques, soit 1,1 % de sa surface (valeur très faible pour un pays développé), ce qui représente une baisse de 22,51 % par rapport à l'année 2014. Israël se classe donc au 106e rang mondial pour la superficie exploitée en bio, au 103e pour le nombre d'exploitations biologiques.
Le kibboutz Sdé Eliahou est un précurseur de l’agriculture biologique en Israël, où a été créée la firme Bio-Bee, « spécialisée dans la production d’insectes qui sont très demandés dans l’agriculture biologique puisqu’ils permettent de remplacer les pesticides et autres produits chimiques ». En 2015, « l'entreprise a remporté l'appel d'offres pour la fourniture de mouches stériles en Europe » et chaque semaine, des avions israéliens s’envolent vers la Russie avec des tonnes d’insectes à bord destinés aux fermes géantes du pays et de la Crimée.
Un système de certification biologique avec une équivalence avec l’Union Européenne et les États-Unis, a été mis en place par une loi de 2005. 60 % de la production bio sont exportés
La qualité des produits biologiques s'améliore, et des résidus de pesticides et d'herbicides ont été trouvés dans un produit contrôlé sur huit en 2010 contre un sur quatre une année auparavant.

## Élevage

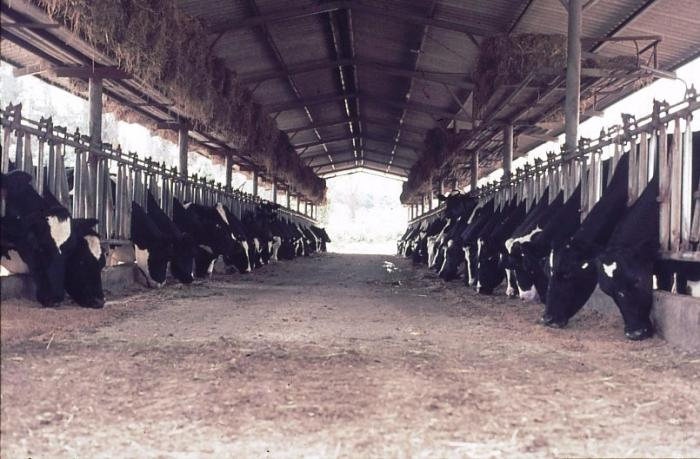
Une ferme laitière d'Holstein dans le kibboutz de Gan-Shmuel.

La production de lait du pays provient en grande partie de vaches Holstein, plus ou moins hybridées pour résister aux maladies. En Israël, les vaches israéliennes ont l’un des meilleurs rendements de lait au monde  et le pays est auto-suffisant pour sa production laitière.
L'aviculture du pays est surtout présente dans les moshavim, avec plus de 85 % de la production du pays, la consommation de volailles représente les deux tiers de la consommation de viande du pays.

## Pêche

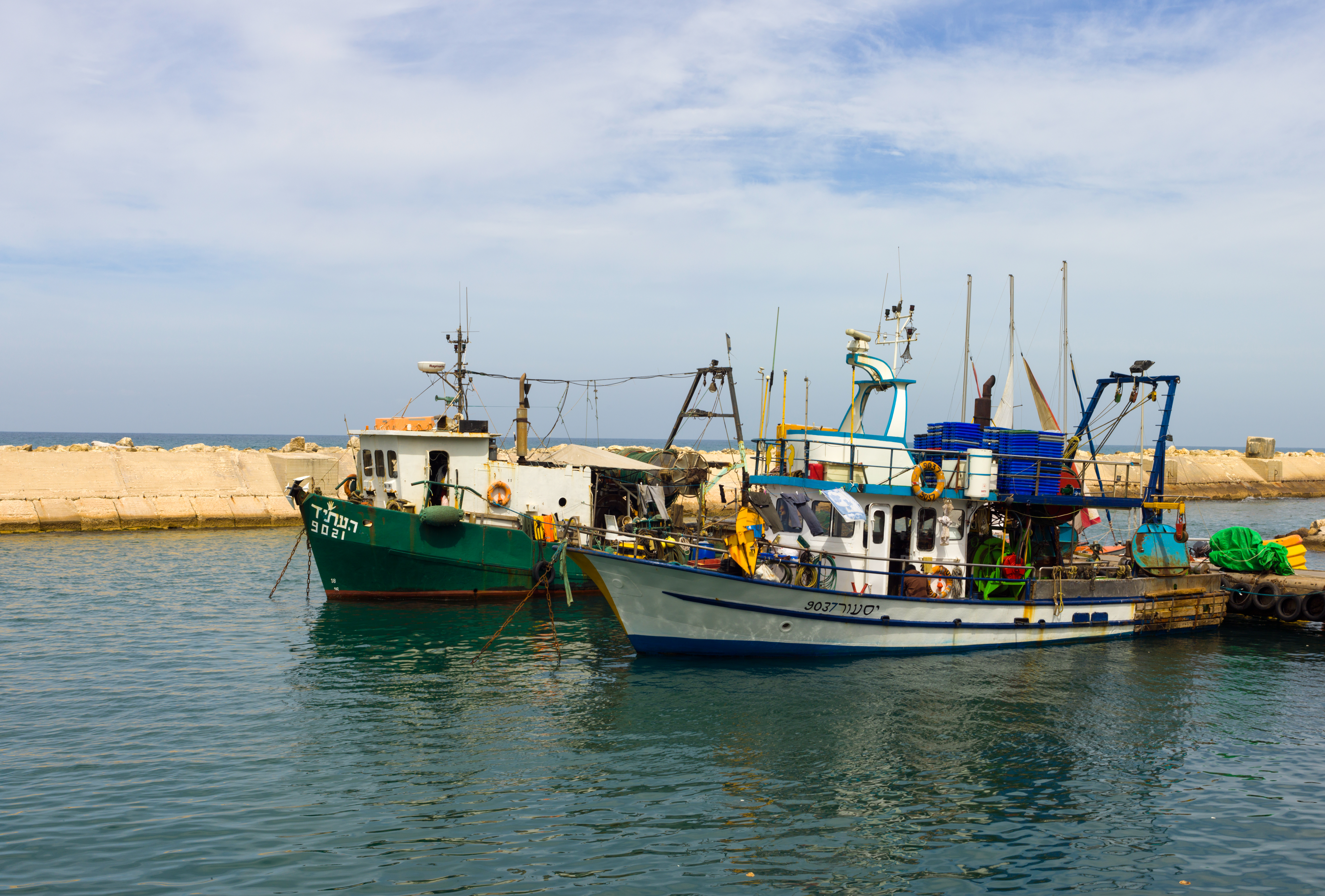
Bateaux de pêche au port de Jaffa

La pêche israélienne est présente essentiellement en Méditerranée et dans le lac de Tibériade, où se pratique une pêche en eau douce.
La pêche dans la Méditerranée est victime de l'épuisement des réserves halieutiques, ainsi la production halieutique en Israël dépend presque entièrement de l'aquaculture.

## Agri'Tech
Israël est « le pays qui investit le plus en Recherche & Développement au monde, devant la Corée du Sud et le Japon ».
Dans le domaine de l'agriculture et pour lutter contre la désertification, les institutions d'Israël favorisent constamment l'innovation : à Vulcani Center de Rehovot, à l'Université hébraïque de Jérusalem, l’Institut Weizmann, à l’université Ben Gourion du Neguev de Bersheva, à The Kitchen fondée en 2014, soutenue par Strauss Group et abritant des « structures telles que Flying Spark, qui produit des protéines végétales et de l’huile riche en oméga 7 à partir de mouches à fruits » ou My Favoreats, une application pour sites internet de recettes, proposant des alternatives à tous types d’ingrédients,. Ces instituts sont des centres de recherche et innovation mais forment également des agronomes et des chercheurs venus de presque partout dans le monde,. En 2018, 280 entreprises israéliennes sont répertoriées dans le domaine des intrants agricoles dont les 200 exportent leurs technologies vers le reste du monde.
Tous les trois ans, Tel Aviv abrite le Salon international des technologies agricoles (Agritech). Les innovations liées à l’agro-écologie, la biotechnologie, les serres, la plasticulture ou encore les engrais et produits chimiques y sont exposées.

## Galerie

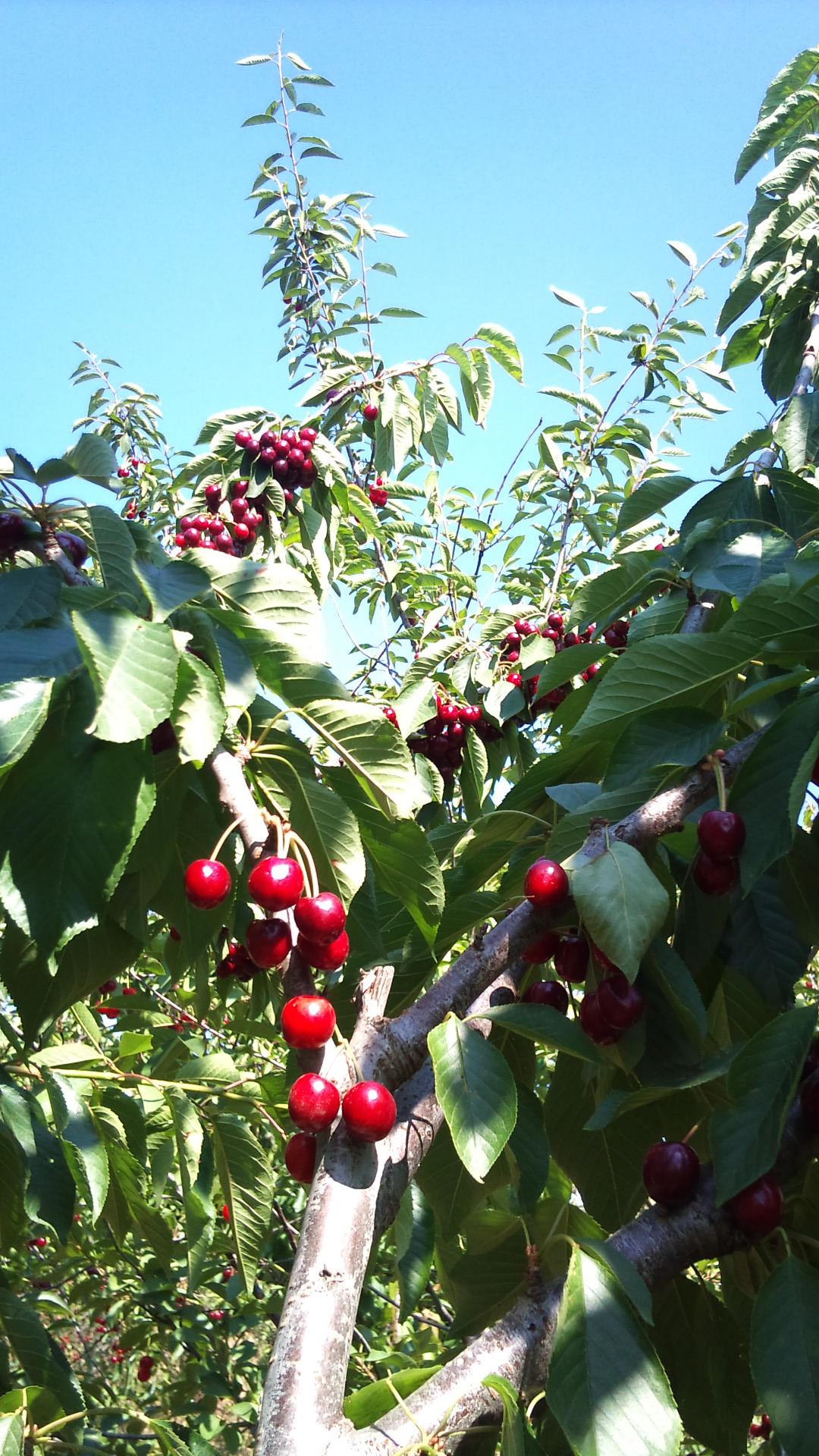
Ceriseraie
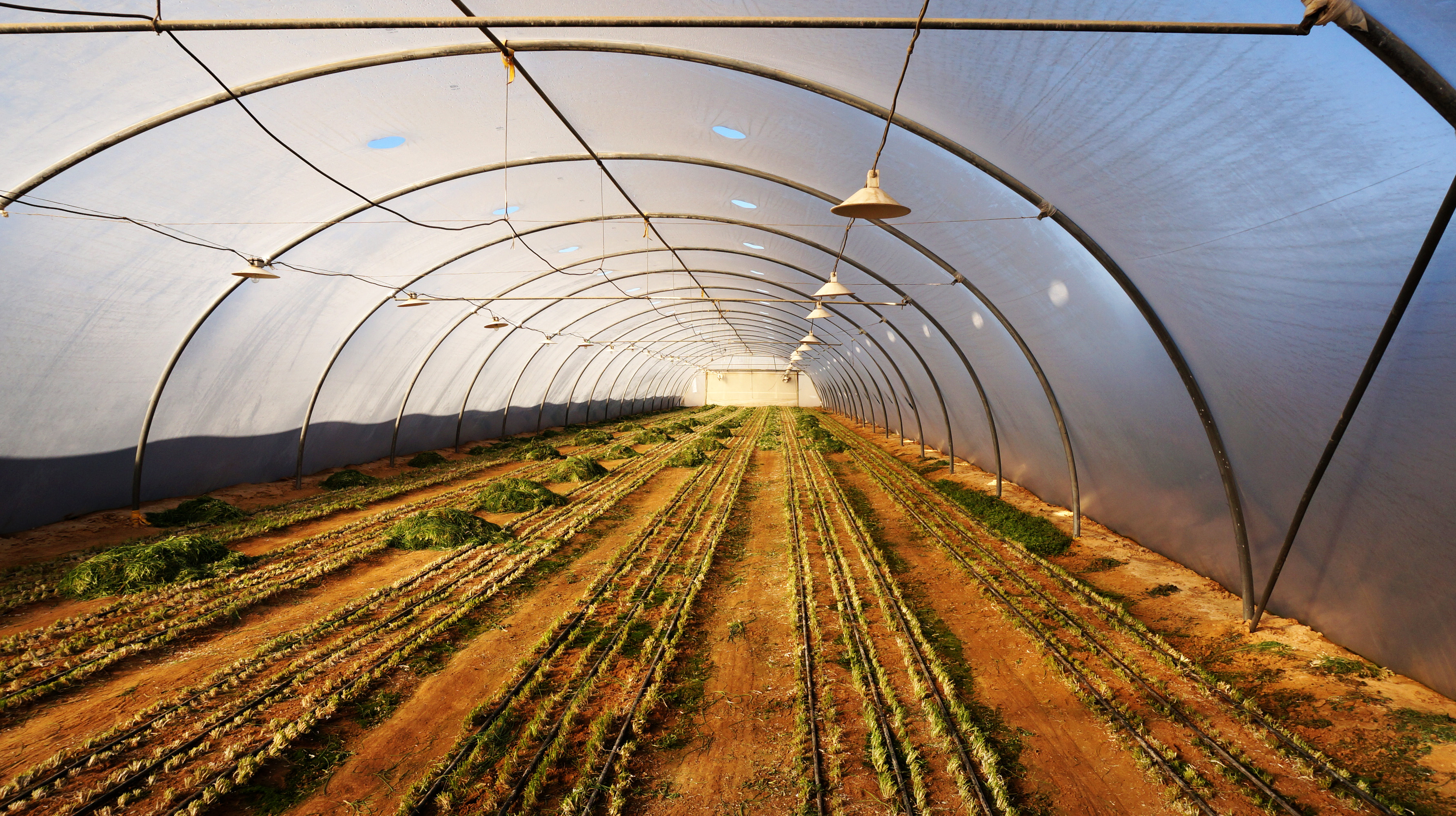
Serres à Ein Habesor
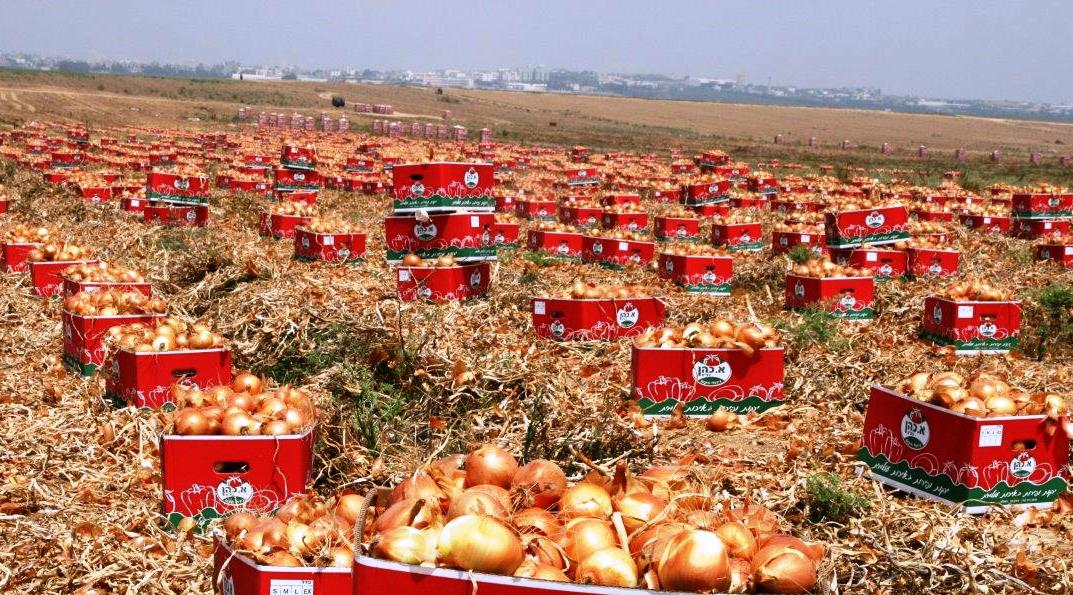
Champ d'oignons près de Nahal Oz
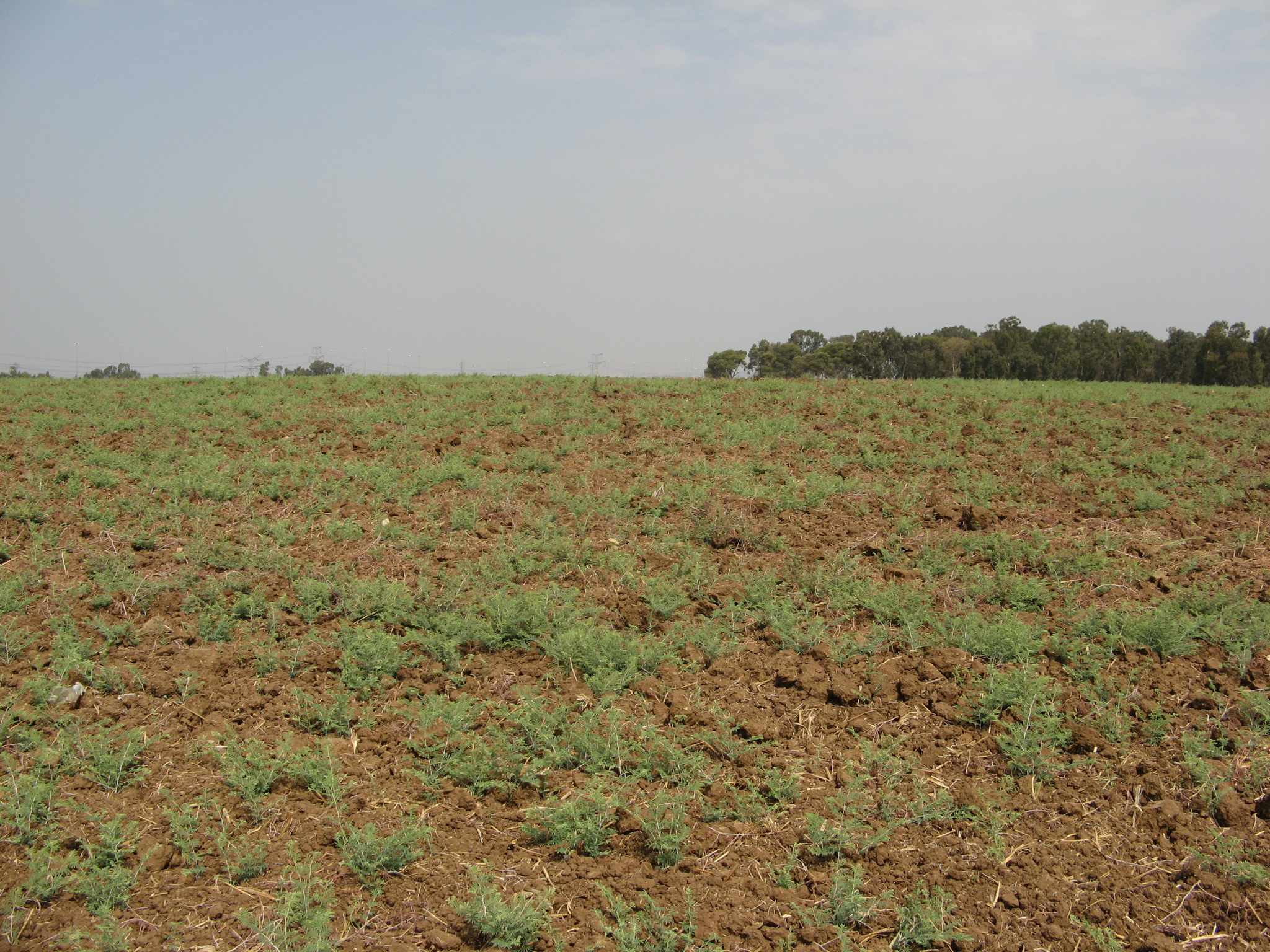
Champ non-cultivé durant la shmita, près de Rosh Ha-Ayin
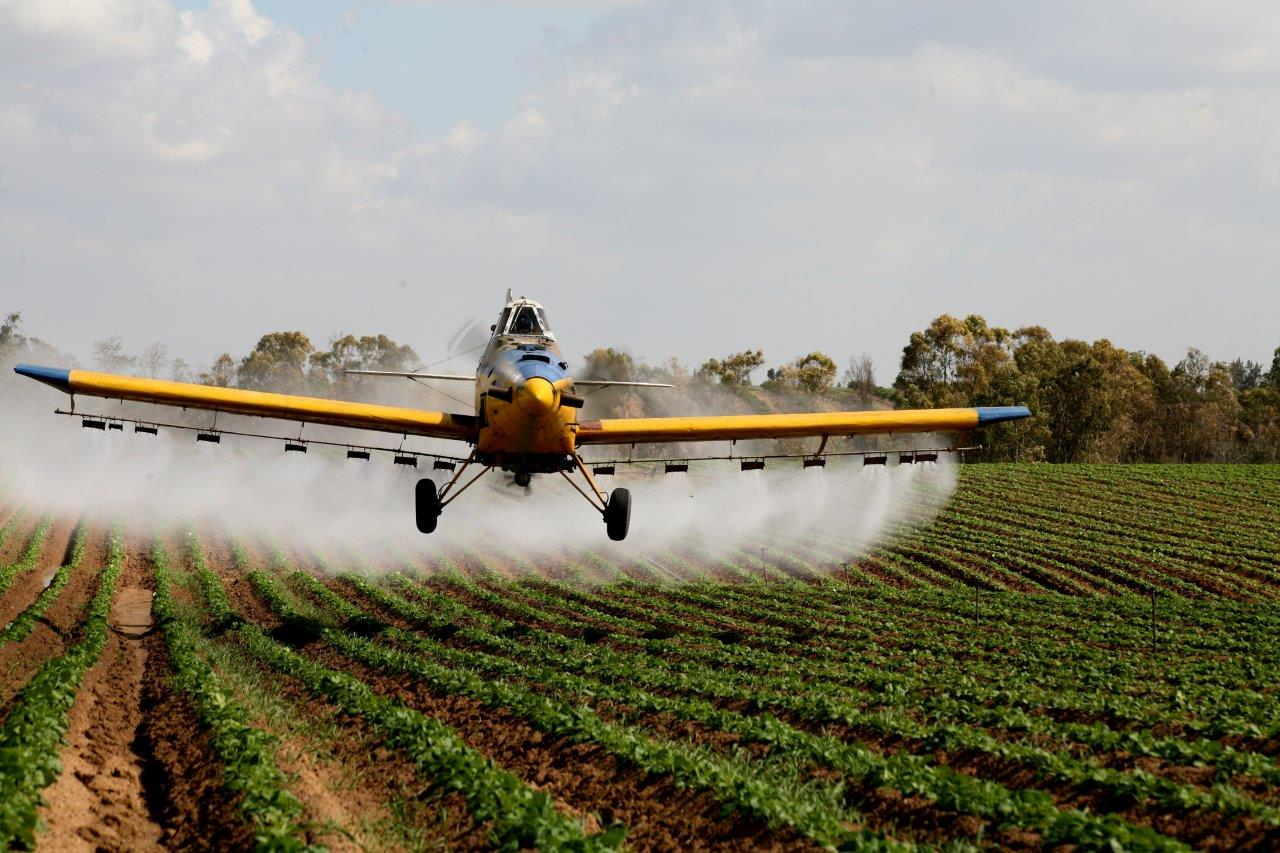
Plan de pulvérisation de pommes de terre, (en) kibboutz Alumim
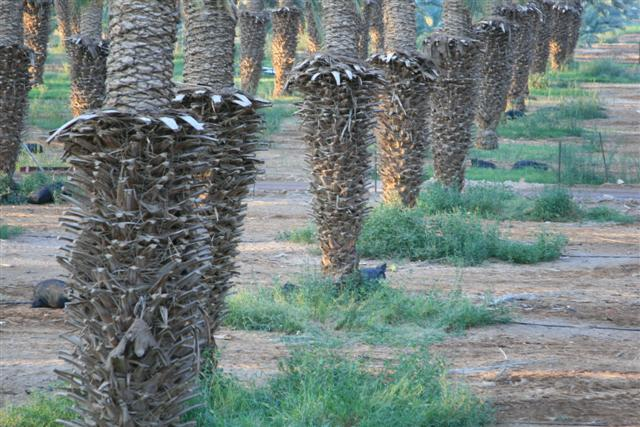
Palmeraies du (en) kibboutz Eilot
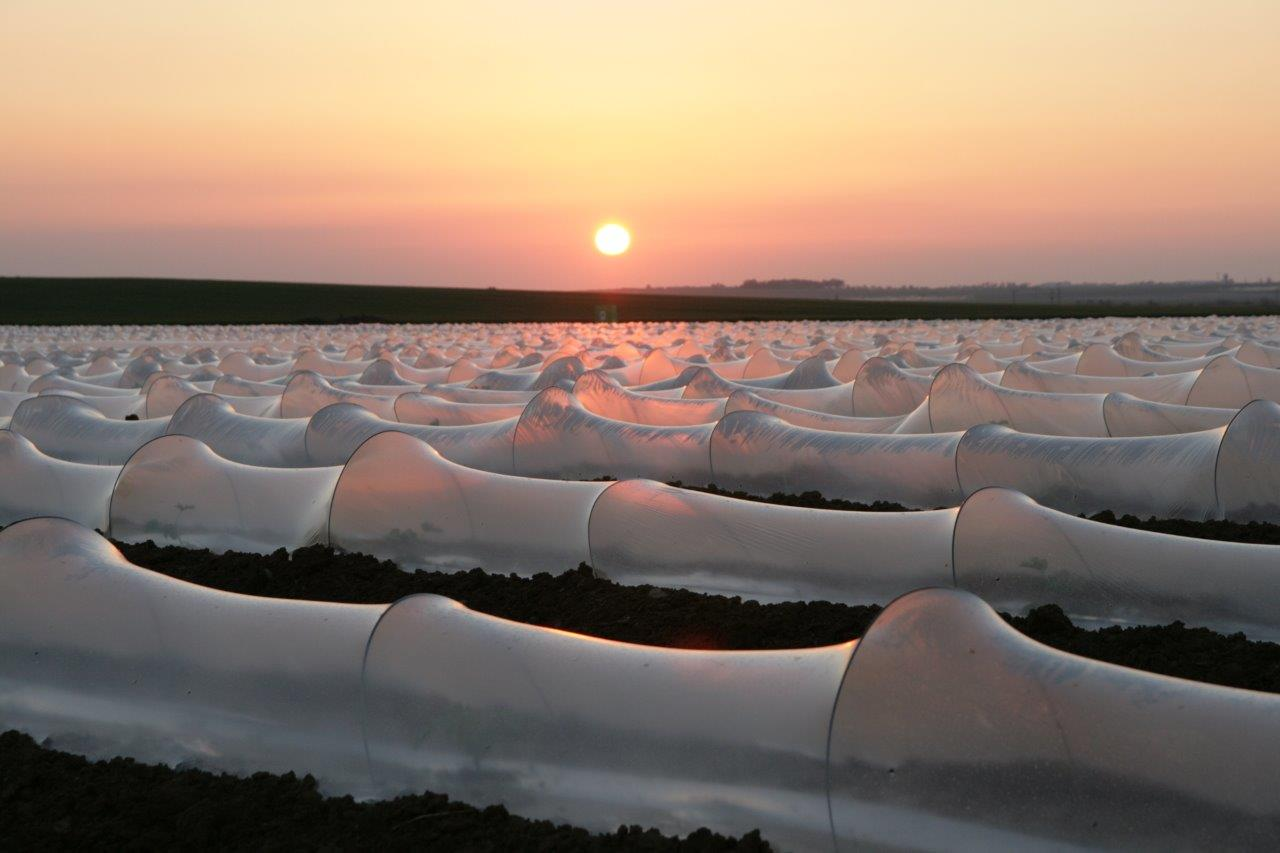
Champ de serres, kibboutz Alumim
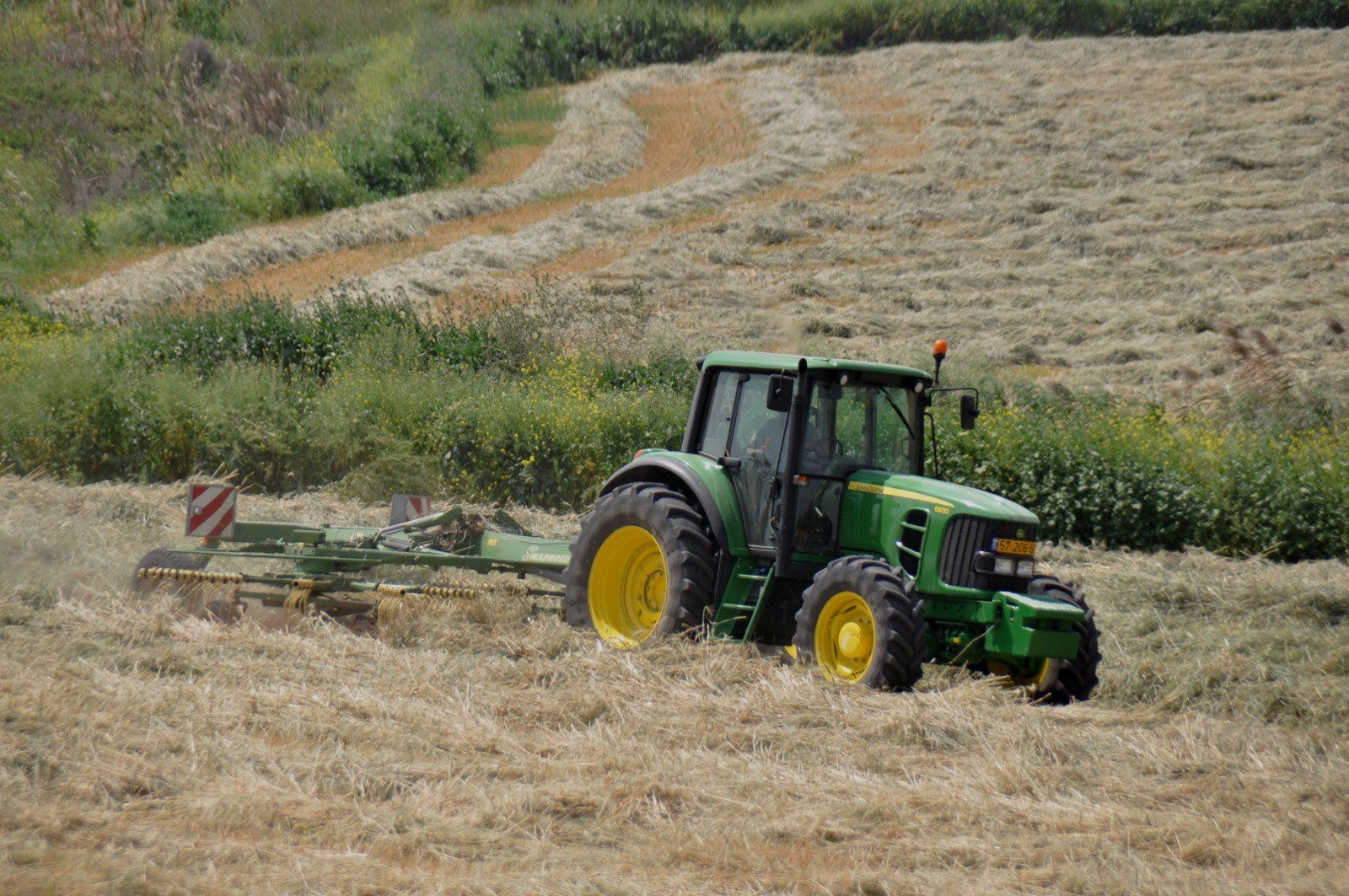
Tracteur en action, près de Gazit Junction (kfar Tabor)
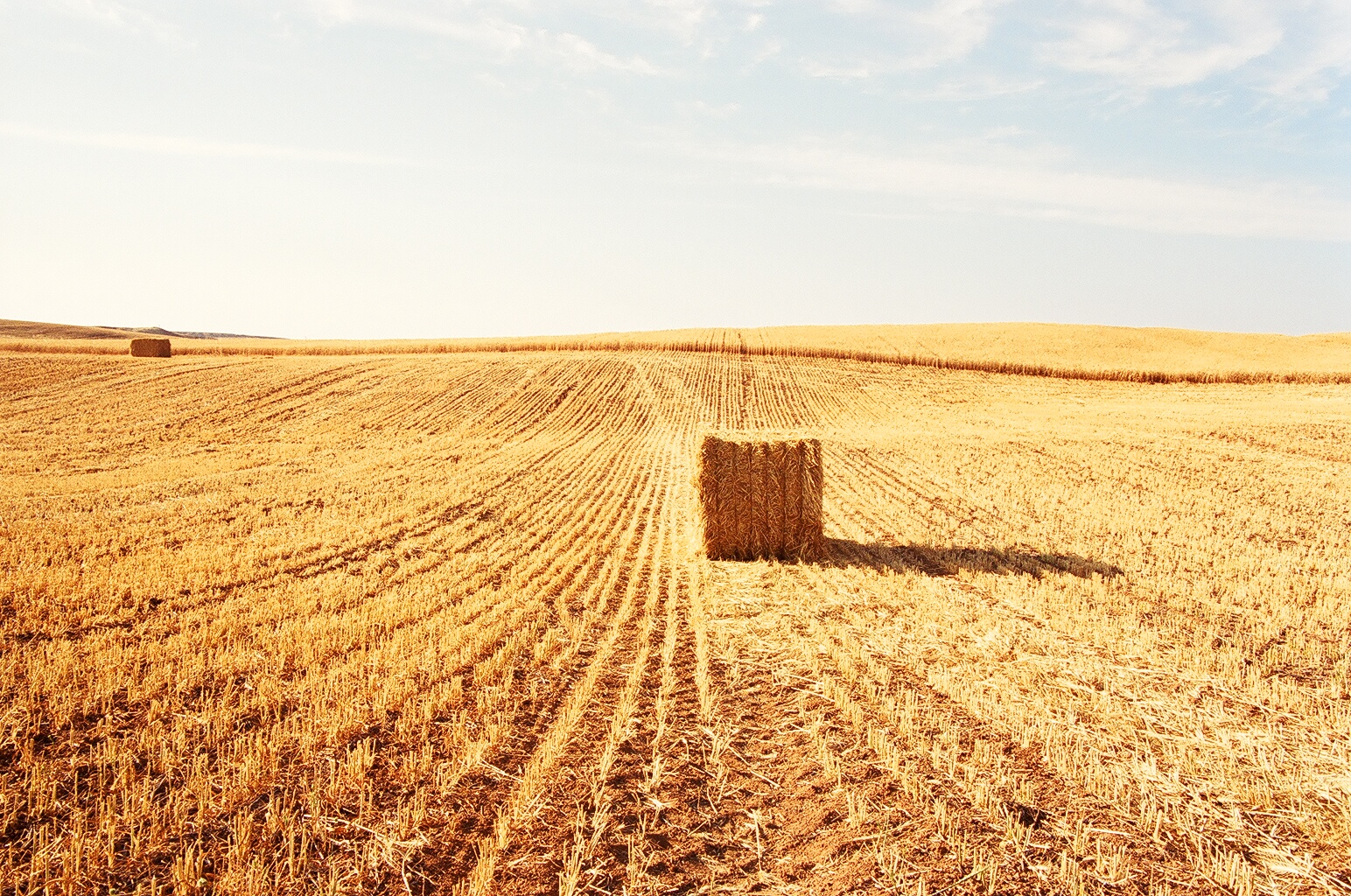
Champ après moisson
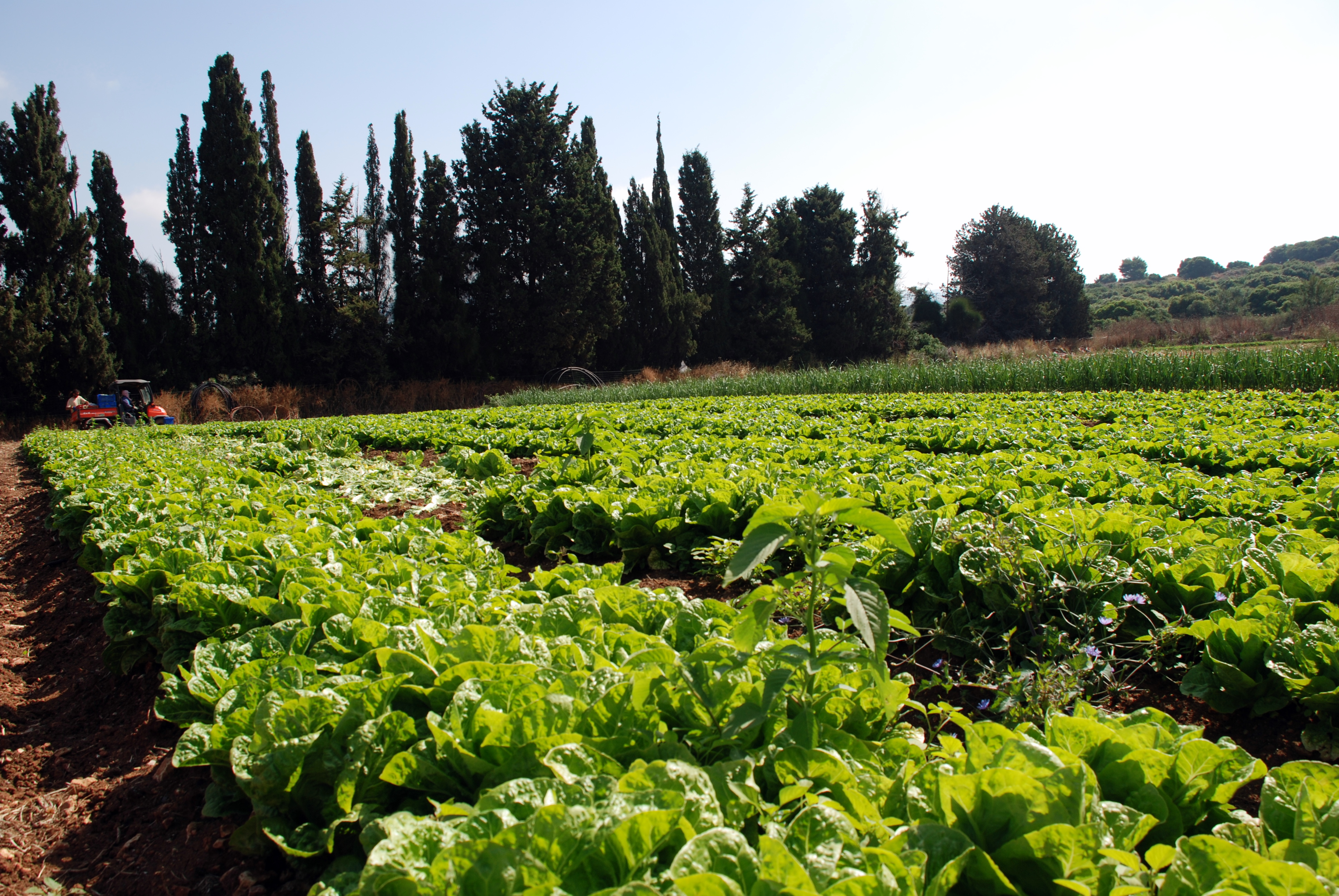
Cultures au moshav Malal
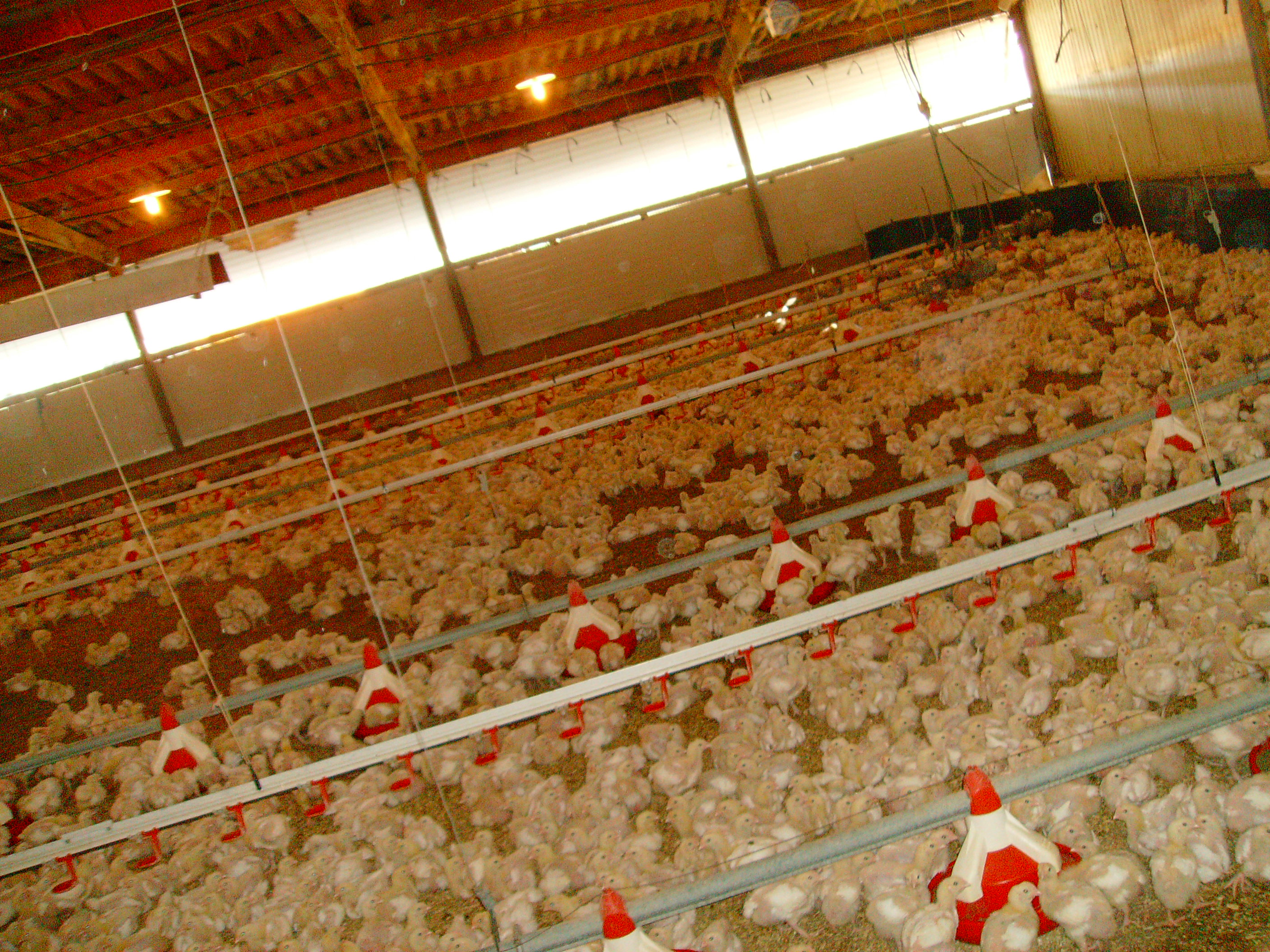
Ferme d'élevage intensif de poulets, (en) kfar Yehoshua
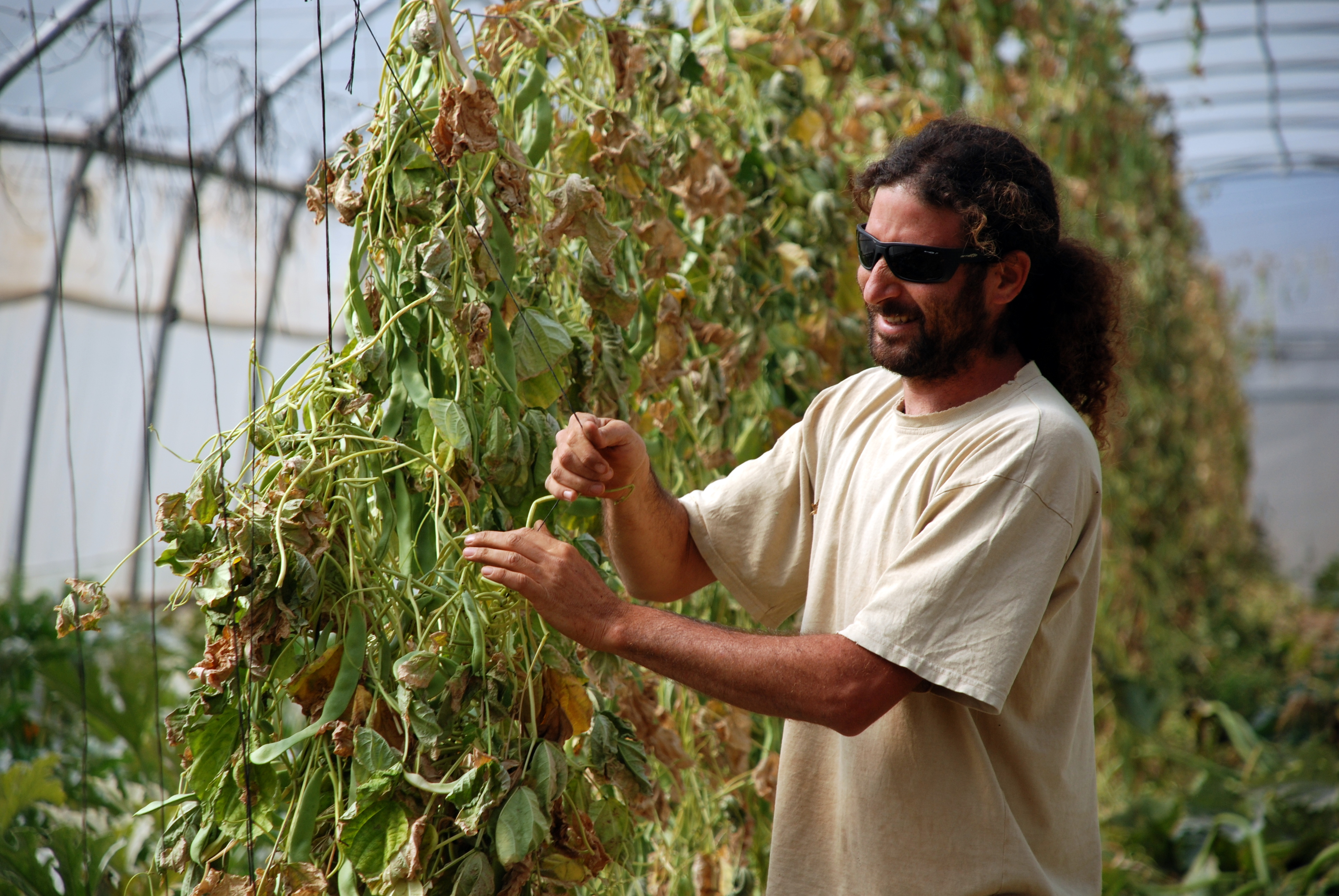
Culture en serre au moshav Malal
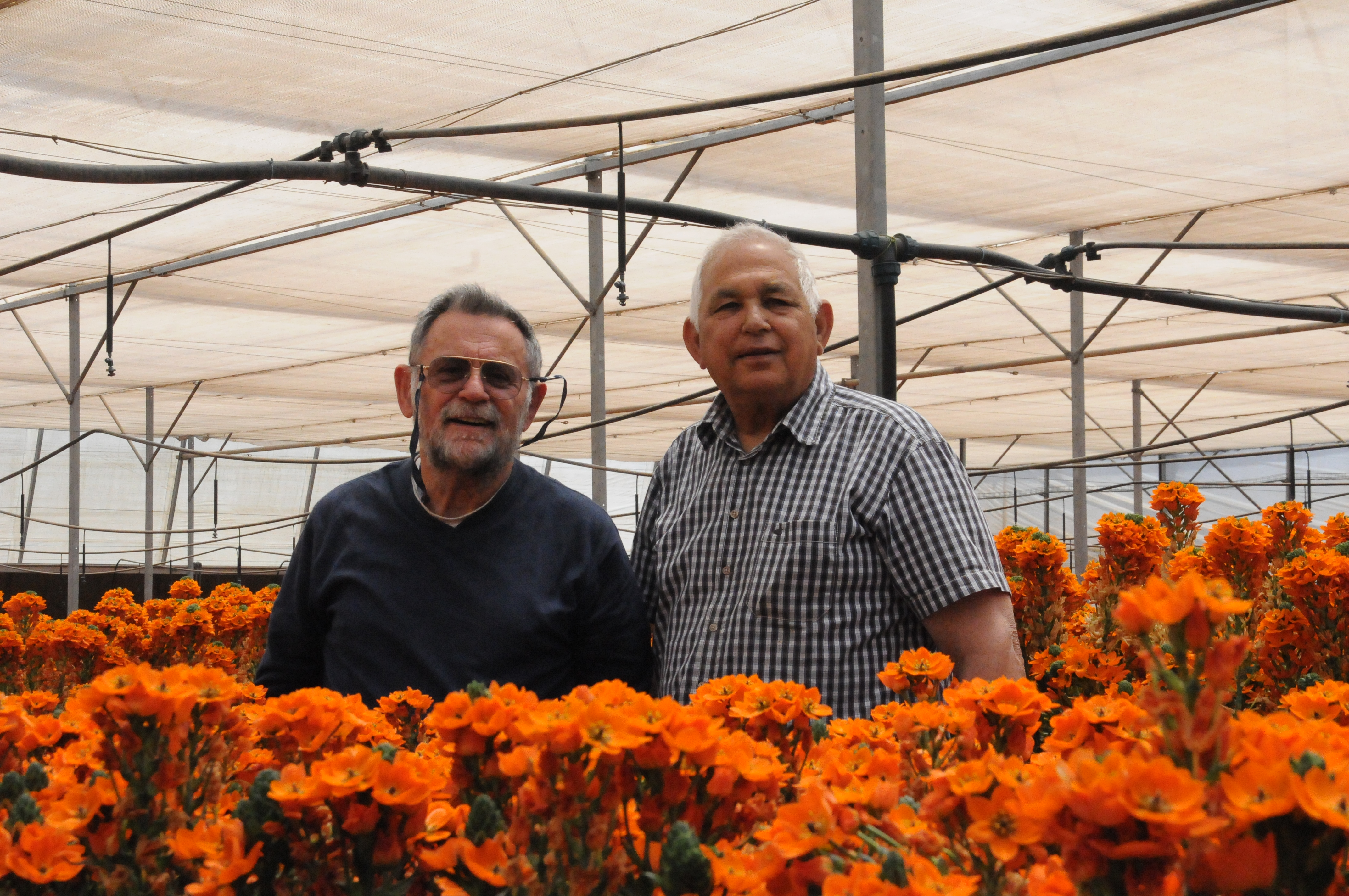
Culture de fleurs en serre, (en) moshav Bitzaron
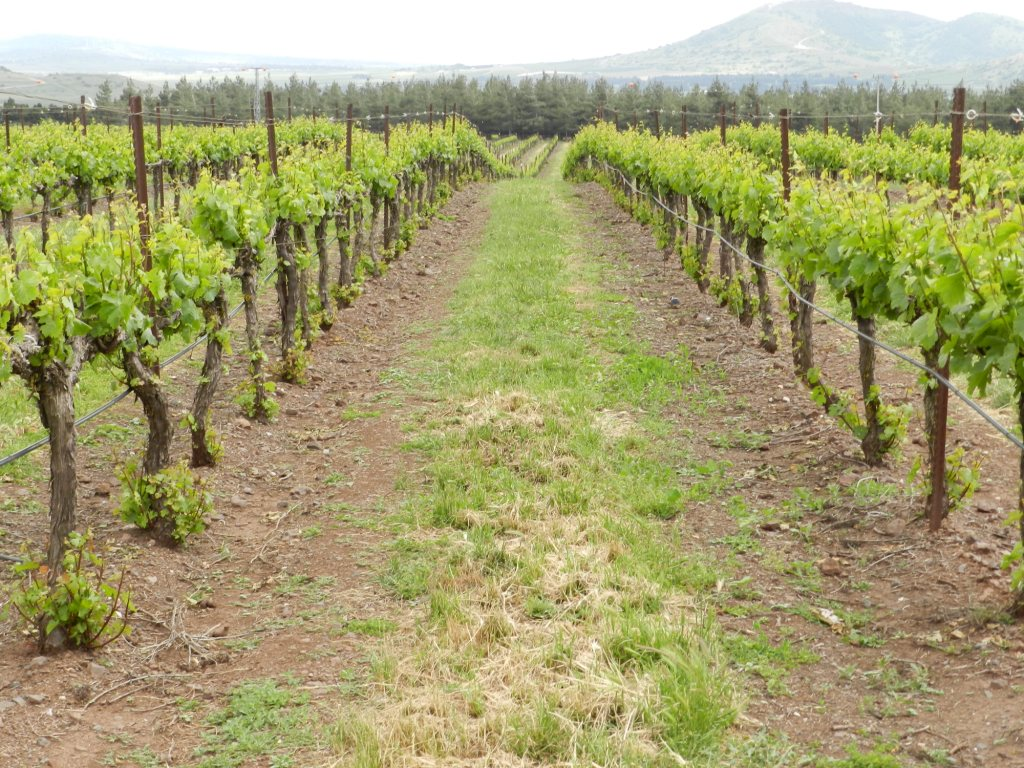
Vignoble biologique sur les hauteurs du Golan
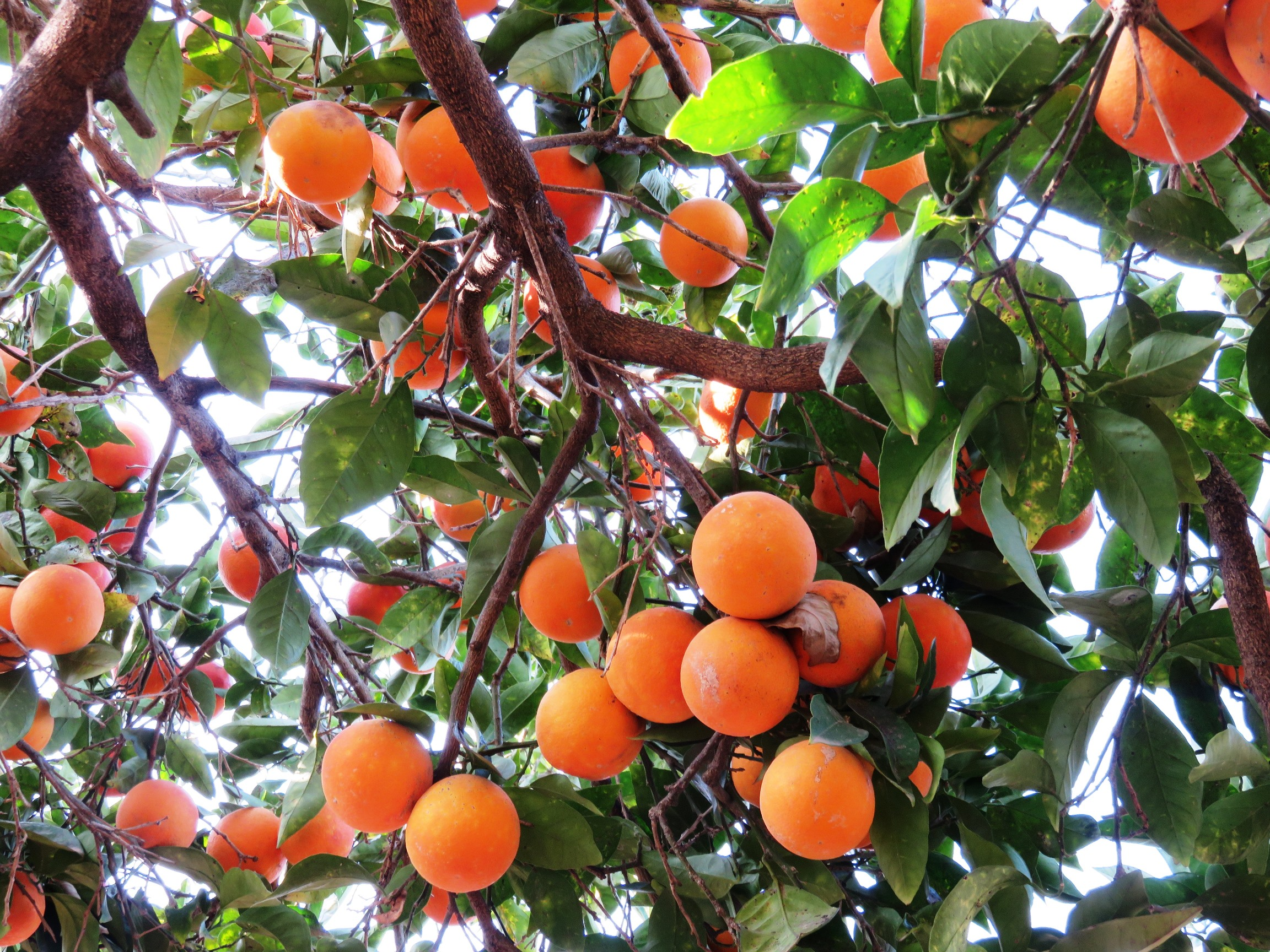
Verger

## Partenariat avec l'étranger

### Avec la France
Depuis les années 2010, les Français marquent un intérêt nouveau pour Israël dont le taux de croissance reste élevé (à hauteur de 4% en 2017), « tout comme le nombre de sociétés dans le secteur de l’AgriTech : 280, dont 200 exportent à hauteur de 4 milliards de dollars ». Limagrain, quatrième semencier mondial et premier français, « s’est emparé dès 2007 de l’israélien Hazera pour mettre au point, dans ses laboratoires de Kyriat Gat faisant appel aux nouvelles technologies du génome et à la robotisation, des légumes meilleurs et plus résistants, sans passer par les OGM »,.
« Business France, l’agence française pour les investissements internationaux, a pour sa part recruté il y a trois ans une responsable de l’AgroTech basée à Tel Aviv. » dont la mission consiste à « valoriser en Israël la French Tech de l’agroalimentaire, de l’agriculture et du vin, mais aussi convaincre les industriels français de nouer des partenariats avec les multiples start-up israéliennes qui émergent dans le secteur ».

### Avec la Russie
En 2017, la Russie a signé un accord de coopération technique avec Israël pour la modernisation de sa filière laitière afin de réaliser l'objectif politique d'autosuffisance visé par son gouvernement. « Pour Moscou, Israël doit être le moteur qui entraînera l'augmentation de la productivité dans les élevages russes et dans les usines de transformation du lait. Les achats de technique laitière israélienne seraient subventionnés à 30 %, ainsi que les achats d'autres moyens de production d'origine israélienne. Le choix d'Israël par les Russes est motivé par la très haute technicité de la production laitière israélienne dont les rendements laitiers atteignent voire dépassent 12 000 kg par vache ».